# Grazer Schloßberg
Der Grazer Schloßberg ist ein wuchtiger Fels aus Dolomitgestein und bildet den Kern der historischen Altstadt von Graz, der Landeshauptstadt der Steiermark in Österreich. Er liegt direkt am linken Ufer der Mur und ragt 123 m über den Grazer Hauptplatz. Neben dem Uhrturm, dem Wahrzeichen von Graz, stehen auf dem Schloßberg auch der Glockenturm mit seiner Glocke „Liesl“, die Schloßberg-Kasematten, der 94 m tiefe sogenannte Türkenbrunnen, alle Reste der Burg und eine Reihe kleinerer Kunstobjekte. Als Kern der Altstadt von Graz ist er ein Teil des UNESCO-Welterbes Stadt Graz – Historisches Zentrum und Schloss Eggenberg.

## Geschichte

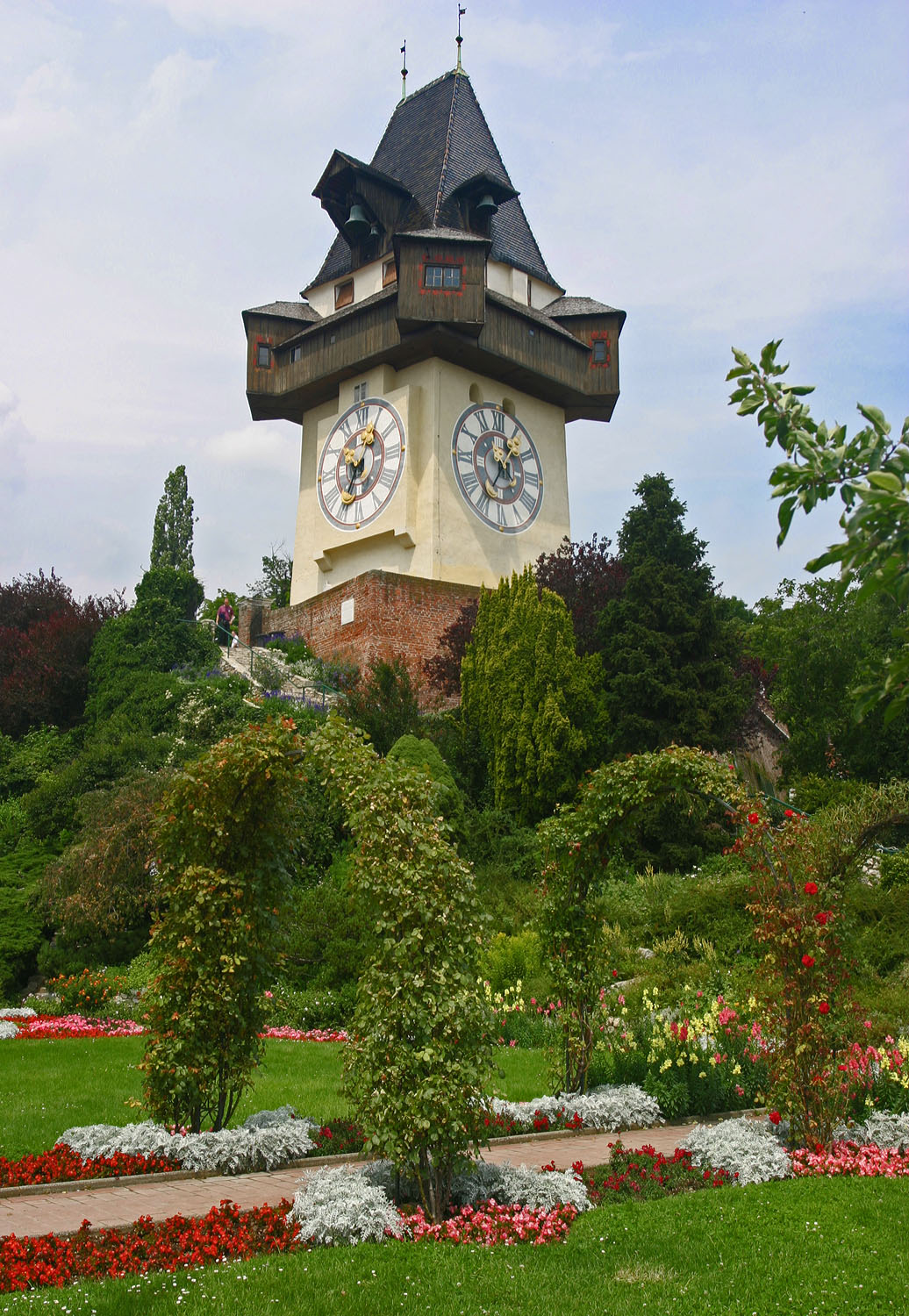
Uhrturm

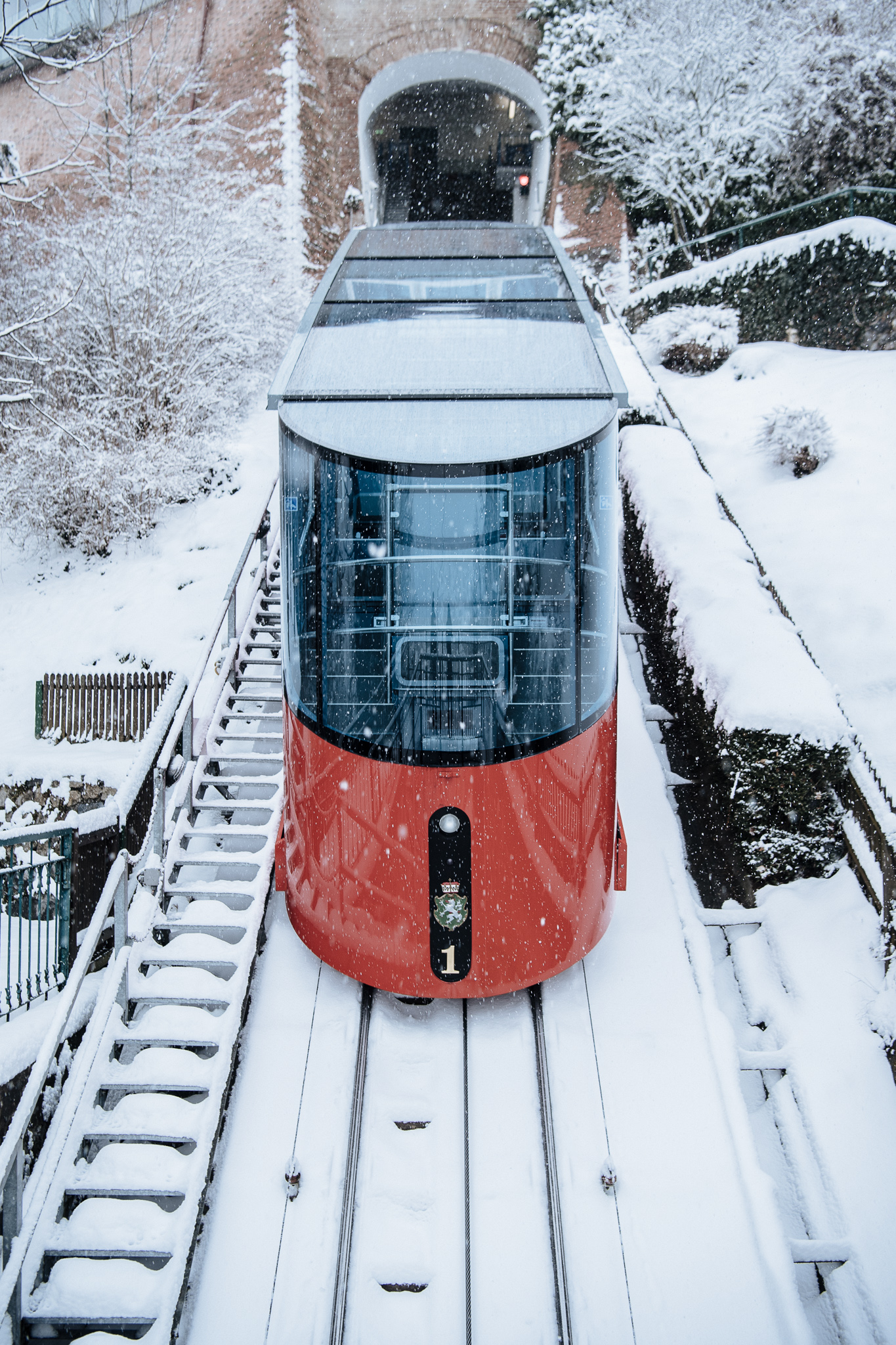
Schloßbergbahn

Funde belegen eine Besiedlung bereits im 8. vorchristlichen Jahrhundert. Um 1125 wurde auf dem damals nackten Felsen eine romanische Burg errichtet, die Graz ihren Namen gab („gradec“ bedeutet auf Slowenisch „kleine Burg“). Später wurde sie gotisch erweitert und ab 1544 nach Plänen von Domenico dell’Allio zu einer Renaissancefestung ausgebaut. 1576 erarbeitete der Militärarchitekt Simone Genga aus Urbino weitere Pläne und Modelle.
Die Burg ist im Guinness-Buch der Rekorde als stärkste Festung aller Zeiten verzeichnet.
Auch Napoleon konnte sie Anfang des 19. Jahrhunderts nicht erobern. Erst als er 1809 Wien besetzte und mit der Zerstörung der Hauptstadt drohte, ergab sich das erpresste Graz, und es wurden fast alle Festungsanlagen geschleift. Lediglich der Glockenturm und der Uhrturm blieben erhalten, da sie von den Grazer Bürgern freigekauft und somit vor der Zerstörung bewahrt werden konnten.
1839 begann Ludwig Freiherr von Welden (1780–1853) mit der Umgestaltung des einstigen Festungsberges in einen romantischen Garten mit zahlreichen Spazierwegen und teils südländischen Pflanzen, die hier dank des vergleichsweise milden Grazer Klimas gedeihen. Welden sah den Schloßberg in der geografischen Mitte dreier mächtigerer, bereits jeweils mit einer Aussichtswarte versehener Bergrücken (Buchkogel, Hochplatte sowie Plabutsch), zu denen seine Gestaltung des Schloßbergs großräumig nicht in Konkurrenz treten sollte.
Anfang 1925 wurde von der RAVAG auf dem Schloßberg eine 500-Watt-Sendestation errichtet, die erste außerhalb Wiens. Neben einer 35 Meter hohen Gitterkonstruktion wurde der Glockenturm mit einer Antenne versehen. Die (drei Tage pro Woche sendende) Anlage vermochte jedoch bald in Stärke und Empfang nicht mehr zu genügen, und es wurde daher 1929 in Graz-St. Peter zeitgemäßer Ersatz geschaffen.
Im Zweiten Weltkrieg wurde durch Zwangsarbeiter im Inneren des Berges ein umfangreiches Stollensystem mit 6,3 km Länge, 20 Eingängen und etwa 12.000 m² Nutzfläche angelegt, welches während der schweren Bombenangriffe auf Graz als Kommandozentrale, Luftschutzbunker für bis zu 50.000 Personen und Lazarett diente. Das Stollensystem ist mit Naturhöhlen verbunden, von denen bis 1944 wenige bekannt waren; eine in jenem Jahr erschlossene Tropfsteinhöhle erregte daher entsprechende Aufmerksamkeit.

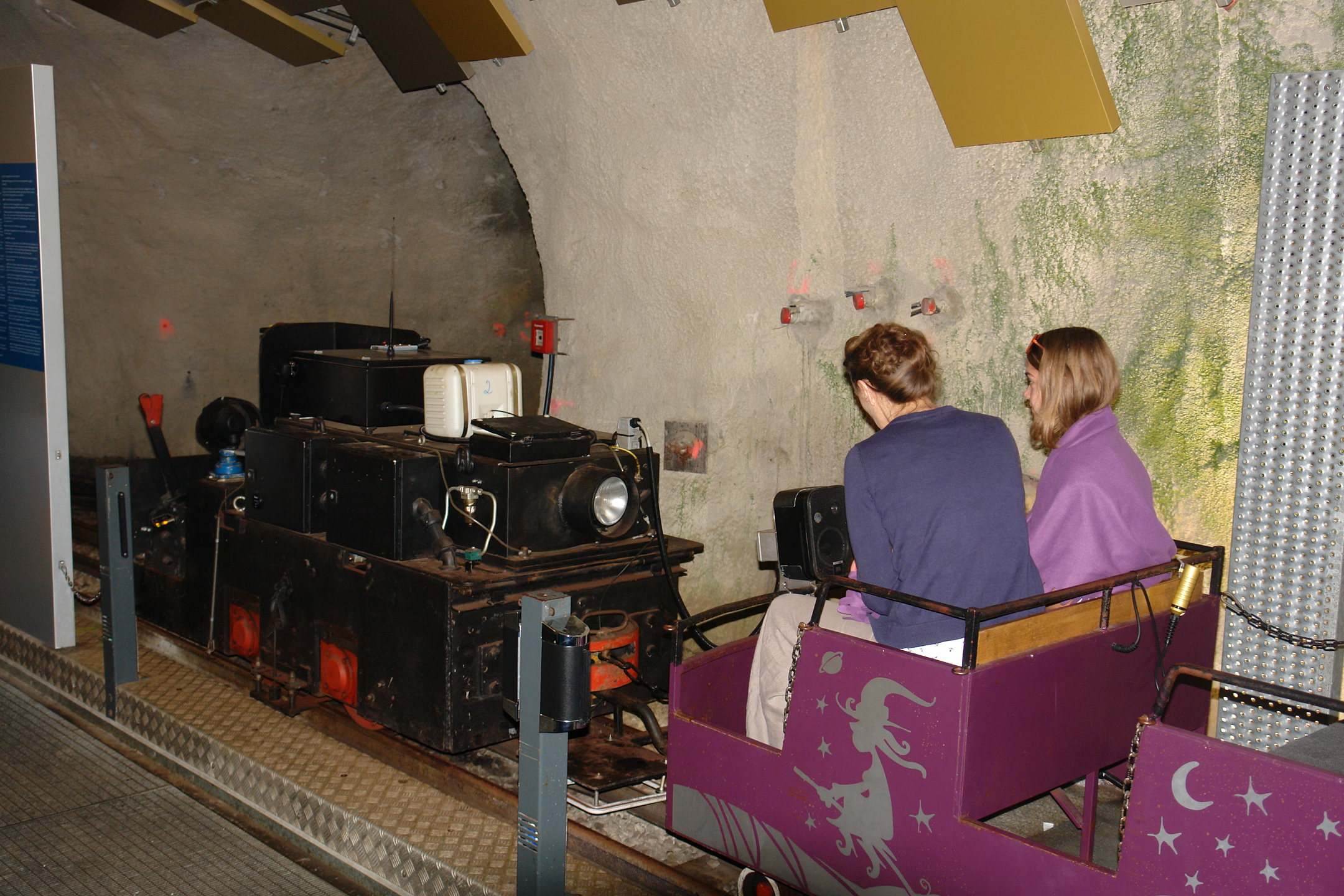
Grazer Märchenbahn am Schloßberglift

Diese Stollen – erweitert durch neue Ausbrüche (a) – sind auch heute zum Teil in Verwendung; sie beherbergen:
- den „Schloßberglift“

(a), genauer zwei vertikale Lifte in einem neu errichteten Schacht
- - später zusätzlich, um das Liftpaar gewendelt, die  „Schloßbergrutsche“
- den „Dom im Berg“ (einen neu ausgebrochenen Veranstaltungsraum) (a)
- einen Fußweg – vulgo „der Schloßbergstollen“ – durch den Berg vom Schloßbergplatz zur Auffahrtsstraße nächst Am Fuße des Schloßbergs etwas über dem Karmeliterplatz
- Die Grazer Märchenbahn
- Das Montan- und Werksbahnmuseum, das von einem privaten Verein betrieben wird (nicht öffentlich zugänglich)

Diese und weitere Teile der Stollen werden gelegentlich für Ausstellungen (z. B. „Berg der Erinnerungen“ im Rahmen des Kulturhauptstadtjahres 2003) verwendet.
1999 wurde der Grazer Schloßberg gemeinsam mit dem historischen Stadtkern als fünfter Komplex in Österreich in die Weltkulturerbe-Liste der UNESCO aufgenommen.
Am 19.–20. oder 21. Februar 2024 wurde ein Helikopter Bell 412 von Heli Austria aus Tirol eingesetzt, um 44 geschädigte Bäume aus dem steilen Westwald und Totholz in Kronen von 27 weiteren Bäumen abzutransportieren. Die Aktion soll etwa 100.000 Euro kosten und erfolgte mit Bewilligung durch Denkmalschutzamt und Naturschutzbehörde. Der Heli stand nachts am Flughafen Thalerhof, transportierte das Holz zu einem Umschlagplatz westlich der Mur. Der Schloßberg wurde dafür nach Forstgesetz für Besucher gesperrt und bewacht, nur der Stollen (ab Schloßbergplatz) blieb zugänglich. Am 20. wurden wegen einer Hochzeitsfeier im aiola upstairs die Arbeiten ab 12 Uhr unterbrochen.

### Entstehungssage
Der Sage nach ist für die Entstehung des Schloßberges der Teufel verantwortlich: Dieser hatte den Grazern versprochen, den Schöckl noch höher zu machen. Als Gegenleistung verlangte er die Seele des ersten Menschen, der den erhöhten Hausberg besteigt. Die Grazer willigten ein und so flog der Teufel davon um einen gewaltigen Felsen zu holen. Als er zurückkehrte, bemerkte er jedoch eine Prozession in der Stadt und erkannte da erst, dass Ostersonntag war – an diesem Tag hatte er keine Macht über die Menschen und konnte daher auch keine Seelen für sich gewinnen. Voller Zorn schleuderte er den Felsen auf die Stadt. Dieser zerbrach in zwei Teile, von denen der größere zum Schloßberg wurde. Der kleinere bildete den Austein, auf dem sich heute der Kalvarienberg befindet.

### Eigenname
Im Widerspruch zur neuen deutschen Rechtschreibung wird der Name des Schloßberges nicht mit „ss“ geschrieben. Dies ist darin begründet, dass die Stadt Graz die Bezeichnung als Eigennamen im alten Schreibstil führt. Dementsprechend wird auch die Grazer Schloßbergbahn nicht mit „ss“ geschrieben. Von dieser Vorgabe wich man jedoch bei dem 2020 neu eröffneten Schlossbergmuseum ab, das sowohl im Namen als auch in allen Beschreibungen der Ausstellungsstücke „ss“ verwendet.

## Erschließung
Besucher können mit der Schloßbergbahn, mit dem Schloßberglift oder über 260 Stufen auf den Berg gelangen. Alternativ führt eine Vielzahl von Wegen auf den Schloßberg, die wesentlich zur Bedeutung des Schloßbergs als Erholungsort für Grazer und Touristen beitragen.

Restaurant aiola upstairs (2023)

Die Gastronomie im Bereich von Glockenturm und Kasematten ist von jeher auf schnellstem und kürzestem Weg durch die Schloßbergbahn zu erreichen. Nach der Inbetriebnahme der an Höhenmetern tiefer gelegenen Bergstation des Schloßberglifts wurde auf dem umgebenden Grundstück der vormaligen Schloßberggärtnerei 2002/03 ein Restaurant errichtet, das die Vorteile dieser nächstgelegenen Aufstiegshilfe nutzt.

### Schloßbergbahn
Seit 1894 besteht die 2004 renovierte und mit neuen Wagen ausgestattete Schloßbergbahn. Diese Standseilbahn erschließt den Berg im Westen vom Kaiser-Franz-Josef-Kai hinauf zu den Kasematten und dem Schloßbergrestaurant.
Mit der Neueröffnung des (von Architekt Christian Andexer umgebauten) Schloßbergrestaurants wurden die Betriebszeiten der Schloßbergbahn von Freitag bis Samstag bis 02:00 Uhr, am Sonntag bis 22:00 Uhr und von Montag bis Donnerstag bis 00:00 ausgeweitet.

### Schloßberglift
Seit 2000 kann man ab Schloßbergplatz (Zugang Märchenbahn) mit dem Schloßberglift auf das Niveau Dom im Berg und weiter bis zum Café etwas oberhalb des Uhrturms vertikal hochfahren.
Unter Ausnutzung bereits vorhandener Stollen wurde für 4,1 Mio. Euro im Fels ein vertikaler Schacht von etwa sieben Meter Durchmesser gebohrt, der vom Niveau des Schloßbergplatzes über 77 m hoch bis zu einer Öffnung nicht weit vom Uhrturm führt. Im Schacht befindet sich die Liftanlage mit zwei separat geführten Kabinen für jeweils maximal 15 Personen. Die Steiggeschwindigkeit der Kabinen beträgt 2,5 m/s, die Fahrt dauert ca. 30 Sekunden.
Während die Nutzung der Schloßbergbahn seit einigen Jahren mit dem städtischen ÖV-Ticket quasi im Verkehrsverbund mit abgegolten ist, wird für den Lift, der wie ÖV samt Bergbahn von den Holding Graz Linien betrieben wird, dennoch ein unabhängiger Fahrpreis von 2,00 Euro für eine Einzelfahrt und 4,00 Euro für Berg- und Talfahrt (Stand Februar 2023) über Fahrscheinautomaten an den zwei Ein-/Ausstiegstellen eingehoben. Es gibt aber seit einigen Jahren die sogenannte Kombikarte, mit der die Schloßbergbahn und der Schloßberglift in jeweils einer Fahrtrichtung benutzt werden darf.

### Schloßbergrutsche
Mitte 2017 wurde bekanntgegeben, dass im Inneren des Schloßbergs die mit 64 m höchste Indoor-Rutsche der Welt gebaut werden soll. Die Rutsche soll sich im Liftschacht um den bestehenden Schloßberglift winden, der Ausstieg ist im Stollen zum Lift geplant. Im Juni 2018 wurde die Baugenehmigung erteilt, im Juli war Baubeginn, die Eröffnung erfolgte im Februar 2019. Die finale Bahnlänge der Rutsche wird mit 170 Metern angegeben, bei einer Rutschzeit von 40 Sekunden wird eine Durchschnittsgeschwindigkeit von 25 km/h erreicht. 2019 ging im Berg die mit 64 m „höchste Underground-Rutsche der Welt“ in Betrieb. Eine Besonderheit ist, dass sich der Drehsinn der Abwärtswendel einmal umkehrt.

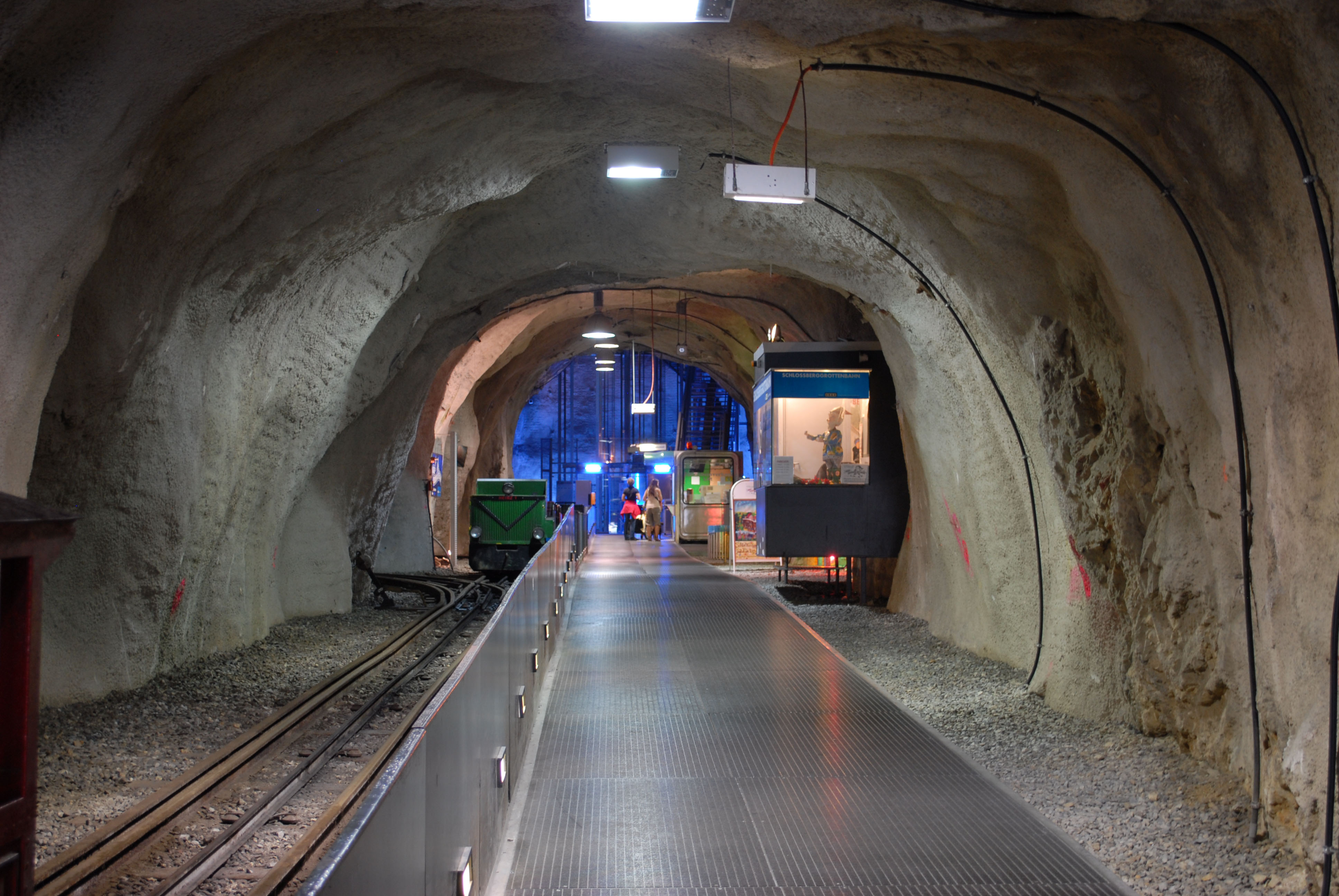
Stollengang zur Liftstation Schloßbergplatz, links: Gleis der Märchenbahn; rechts hinter dem Kassakiosk: Auslauf der Rutsche
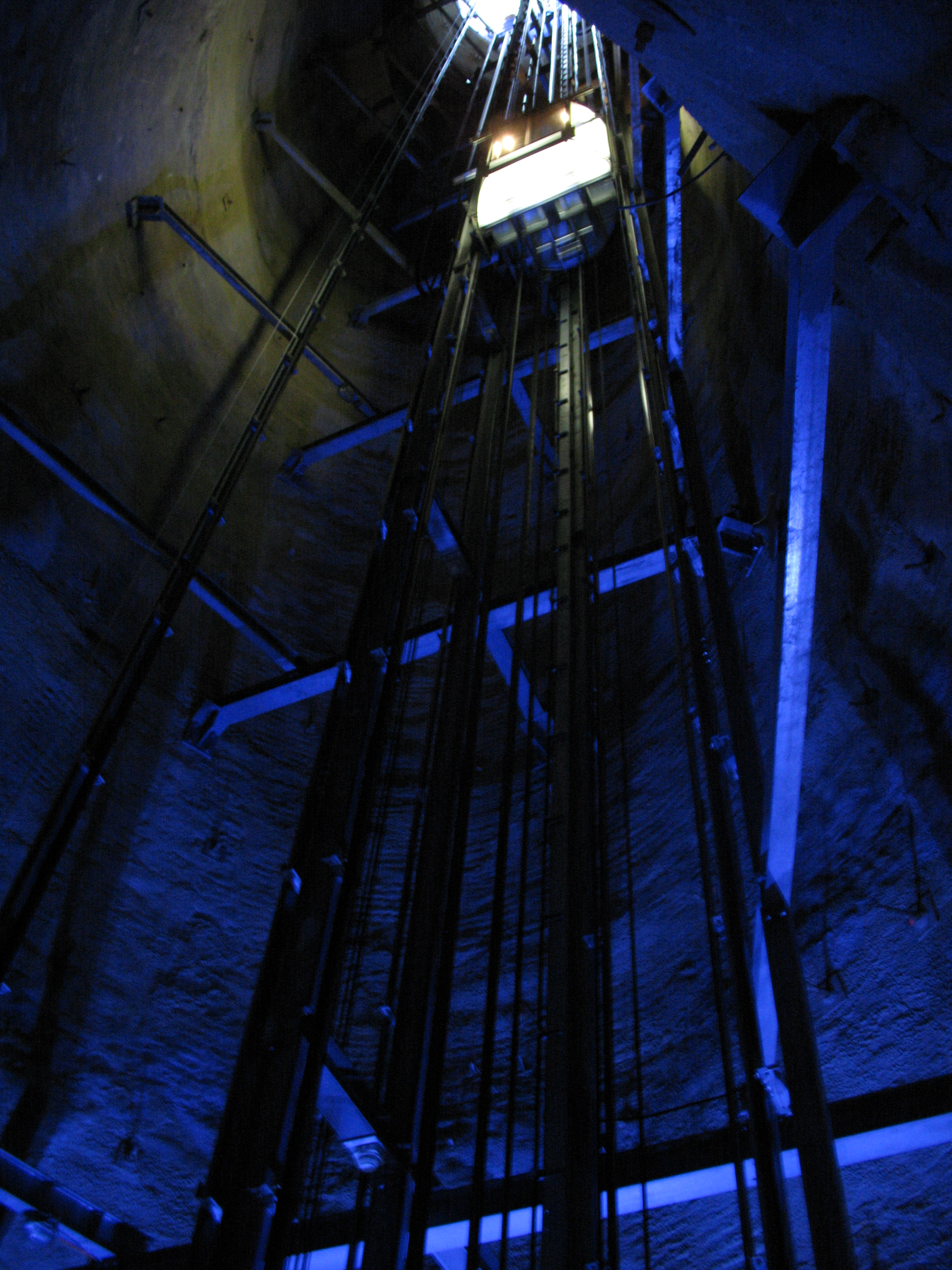
Beleuchtete Kabine im Liftschacht
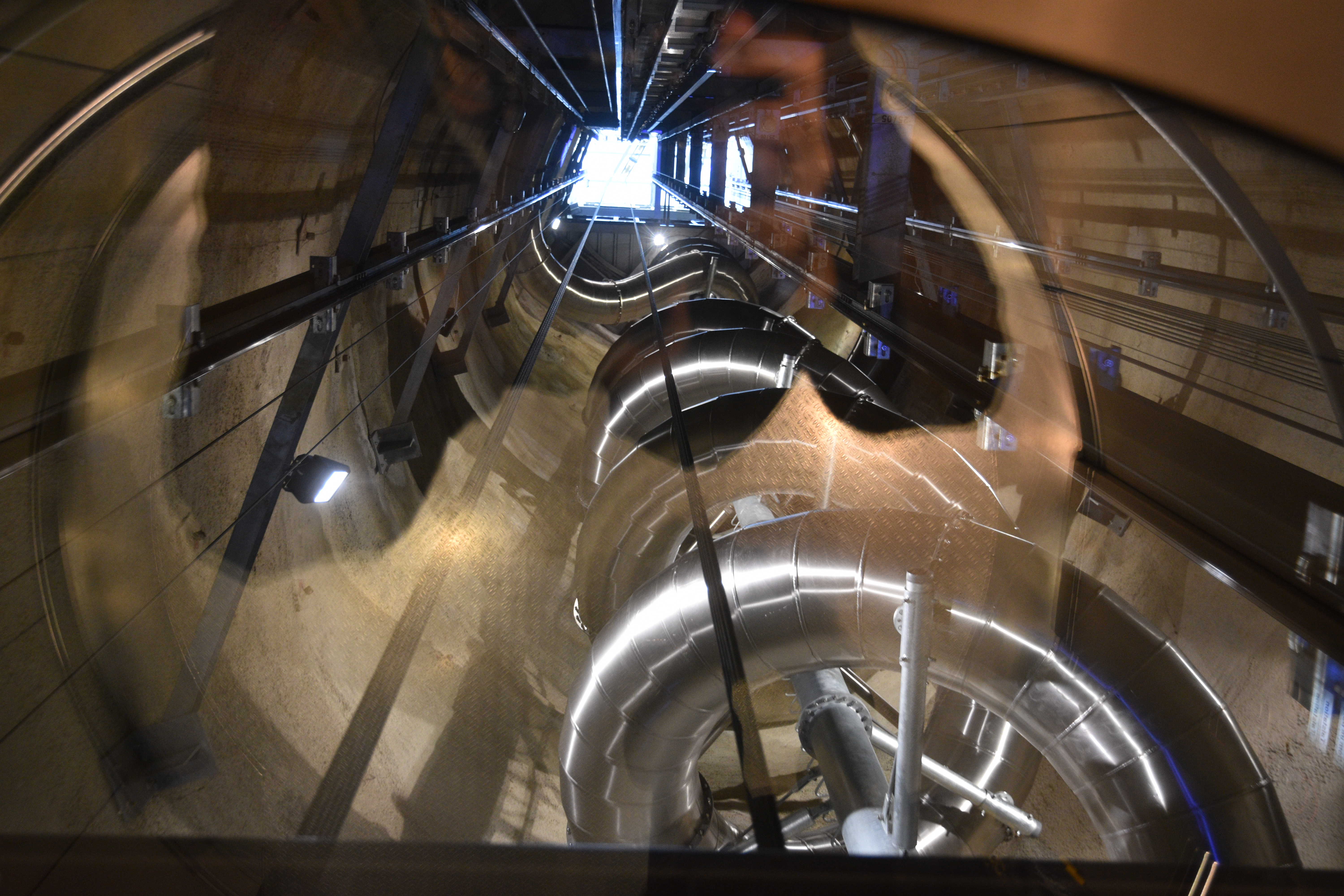
Schloßbergrutsche
Schloßberglift Bergstation

## Sport
Die Straßen am Schloßberg sind dank kameraüberwachtem Poller bzw. Schranken bis auf wenige Lieferfahrten autofrei. Vier Zugänge, aus den Haupthimmelsrichtungen, erlauben die Bergwanderung und den Berglauf über 100 bis 123 Höhenmeter. Nur der Herbersteingarten, ein Teil der Weldenstraße und das Gipfelplateau samt Park sind im Wesentlichen eben.
An der Weldenstraße und im neuen Schloßbergmuseum gibt es (Kinder-)Spielgeräte.
Schon in der Nachkriegszeit wurden Radrennen den Schloßberg hinauf ausgetragen. Ein Abschnitt des Altstadtkriteriums durch die Sporgasse verlief zwischen 2000 und 2007 am Rand des Schloßbergs. Um 2007 lief ein Rennen einer Fahrradbotenmeisterschaft mit paarweisem Start die Schloßbergauffahrt vom Schranken etwas oberhalb des Stollens bis zum Restaurant hinauf.
Ein Stadt-Mountainbike-Rennen um 2020 über einen Rundkurs um den obersten Häuserblock der Sporgasse nützte auch ihr Pflaster.
Schwerkraftgetrieben im Rutschsack nützt breites Publikum die Wendel der Rutsche um Liftschacht. „Nie wieder!“ – wegen der Gefahren – wollen eine Handvoll Inlineskater den damals noch schmalen Gitterrost des Stollens hinunterrollen wie ein einziges Mal um 2005.
Vereinzelt wagen Radler die – verbotene – steile Kletterpartie ab Karmeliterplatz/Am Fuße des Schloßbergs vorbei an Uhrturm, Museum und Liesl zum Aussichtsplateau oberhalb der Kasemattenbühne mit Hinweistafel aus Stein „123 m über dem Hauptplatz“.
Bei den Sport Austria Finals am 15.–19. Juni 2022 rollten Rollenrodler vom Uhrturm 550 m Strecke zum Karmeliterplatz hinunter, stellenweise über Steinpflaster.
Umstritten ist die seit einigen Jahren mit Eisenketten quer über kleinere Wege und den Kriegssteig praktizierte Wintersperre etwa von November bis März. Unabhängig davon ob überhaupt Schnee liegt.
Am 19. Juli 2022 lief der City Hill Climb, ein Radrennen über 800 m Steilstrecke vom Karmeliterplatz bis kurz vor den Kasematten. Die Elite fuhr paarweise mit Ausscheidung. Im Jedermannrennen wurde nur einmal gegen die Uhr gefahren.

## Historische Bauwerke auf dem Schloßberg
Die Bauwerke werden im Folgenden in grober Reihenfolge vom höchsten Punkt des Berges an abwärts aufgeführt.

### Die große Zisterne

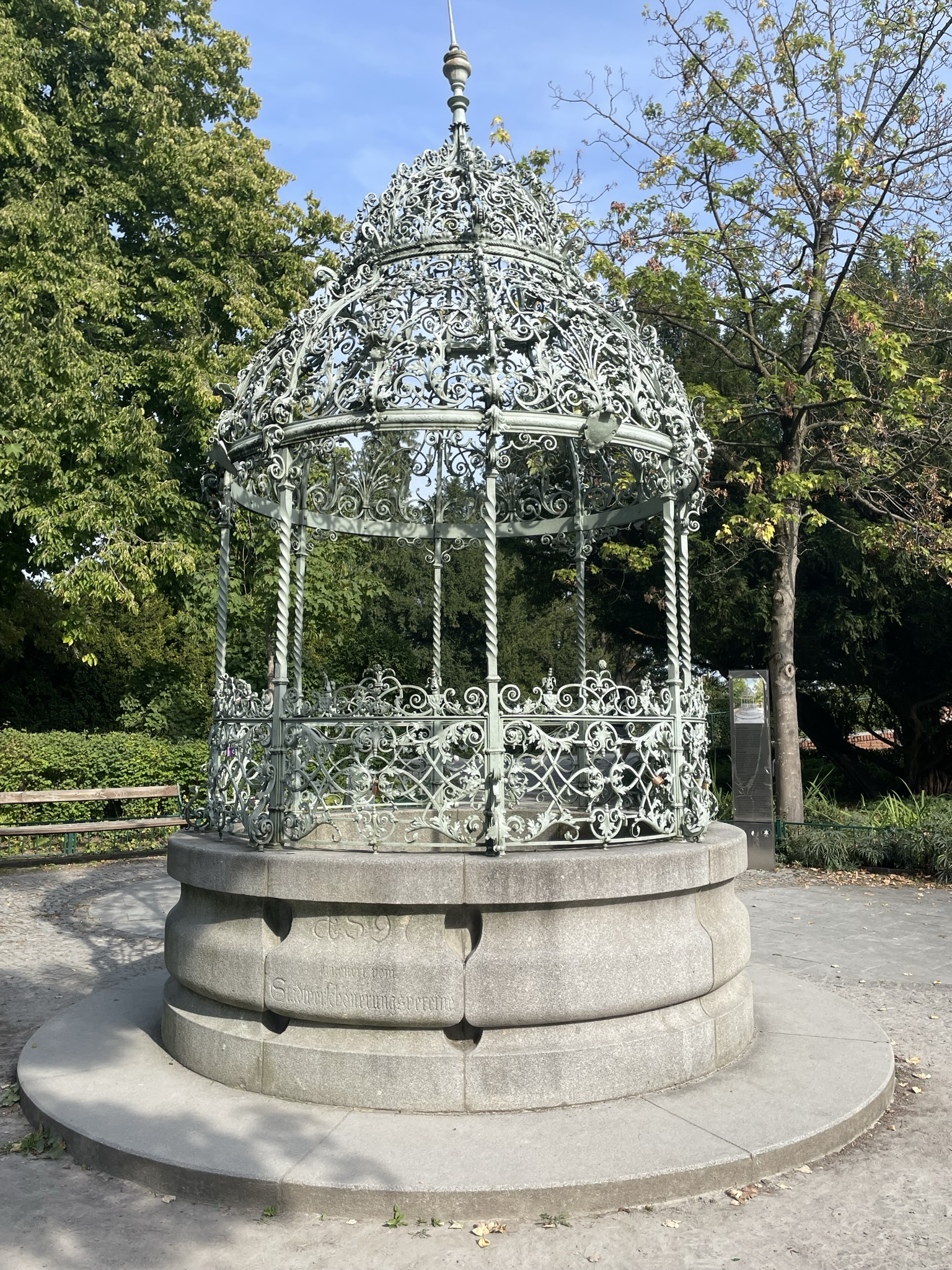
Die große Zisterne

Die nach Plänen von Lazarus von Schwendi durch Domenico dell’Allio in den Jahren 1544–1547 erbaute Zisterne ist eines der größten Bauwerke dieser Art. In einem 16 Meter tiefen Kessel sind kreisförmig fünf Brunnenschächte mit einem Durchmesser von 3,6 Metern angeordnet, deren Fassungsvermögen 900.000 Liter beträgt. Das von den Dächern der umliegenden Burggebäude abgeleitete Regenwasser wurde gefiltert und in den miteinander verbundenen Schächten gesammelt. Die Zisterne versorgt heute noch immer das Löschwassersystem des Schloßbergs, bestehend aus 350 Meter Leitungen und 5 Hydranten. Der steinerne Brunnenkranz aus dem Jahre 1739 wurde 1897 durch eine schmiedeeiserne Brunnenlaube ergänzt.

### Die Schloßbergbühne in den Kasematten

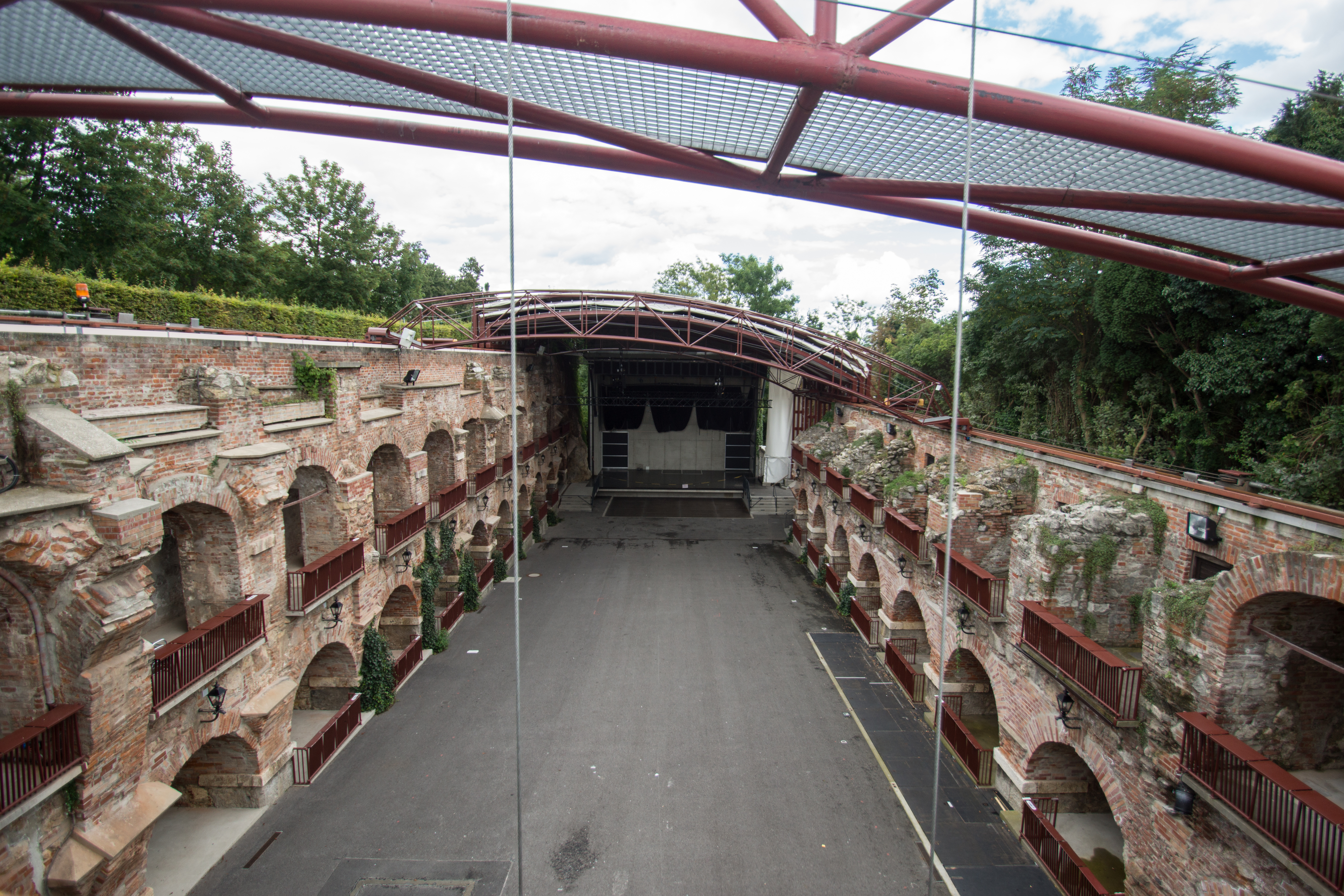
Schloßbergbühne in den Kasematten (2014)

In den ehemaligen Burggraben wurde um 1578 das Schloßhauptmannshaus gebaut, dessen riesige Kellergewölbe zur Aufnahme von Vorräten bestimmt waren, aber auch als Gefängnis verwendet wurden. Die Gewölbe konnten sogar mit Wagen befahren werden. Eine Einfahrt an der Westseite ist noch sichtbar.
Im April 1913 sowie im Februar 1914 wurde kommissionell unter anderem die Möglichkeit geprüft, die Ruinen des 1809 von den Franzosen gesprengten Gebäudes als Sehenswürdigkeit zu erschließen.
Dem Traum vom Naturtheater folgend, wurde 1937 die heutige Freilichtbühne errichtet und am 19. Juni selben Jahres im Rahmen von Grazer Festspielen mit Beethovens „Fidelio“ (Dirigat: Karl Rankl) eröffnet.
Der Ausbau der (als mietbare Eventlocation gedachten) Kasematten war 1937 verbunden mit der Fertigstellung der befestigten, staubfreien Straßenzufahrt samt Parkplätzen. An- und Abfahrt waren vor und nach Veranstaltungen möglich, sonst bestand generelles Fahrverbot.
1987 wurde eine von den Architekten Ingrid und Jörg Mayr geplante mobile Überdachung angebracht. Die Kasematten wurden 2009 neuerlich umgebaut. Dabei wurde die Bühne von Westen nach Osten verlegt und verkleinert.

### Glockenturm

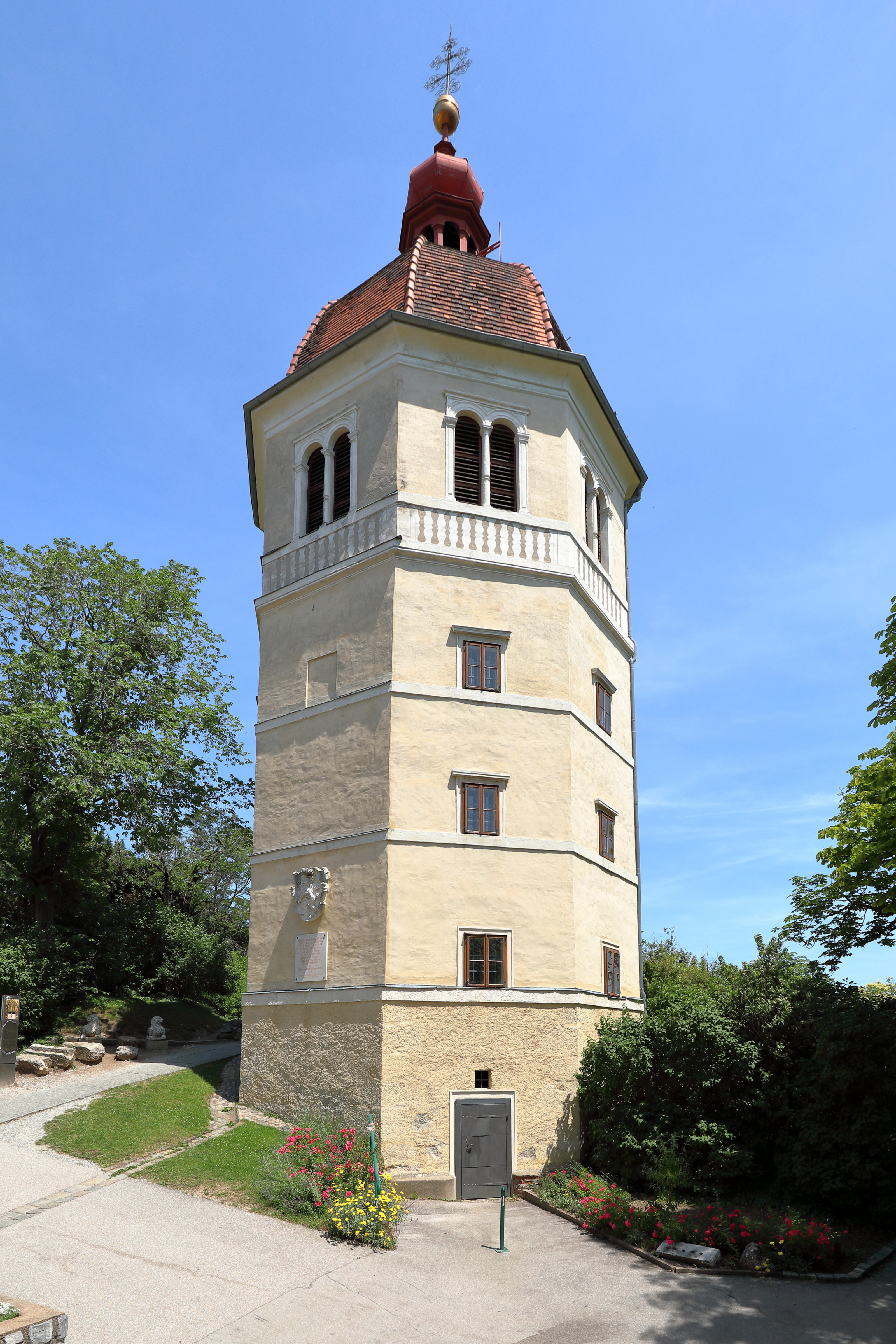
Glockenturm
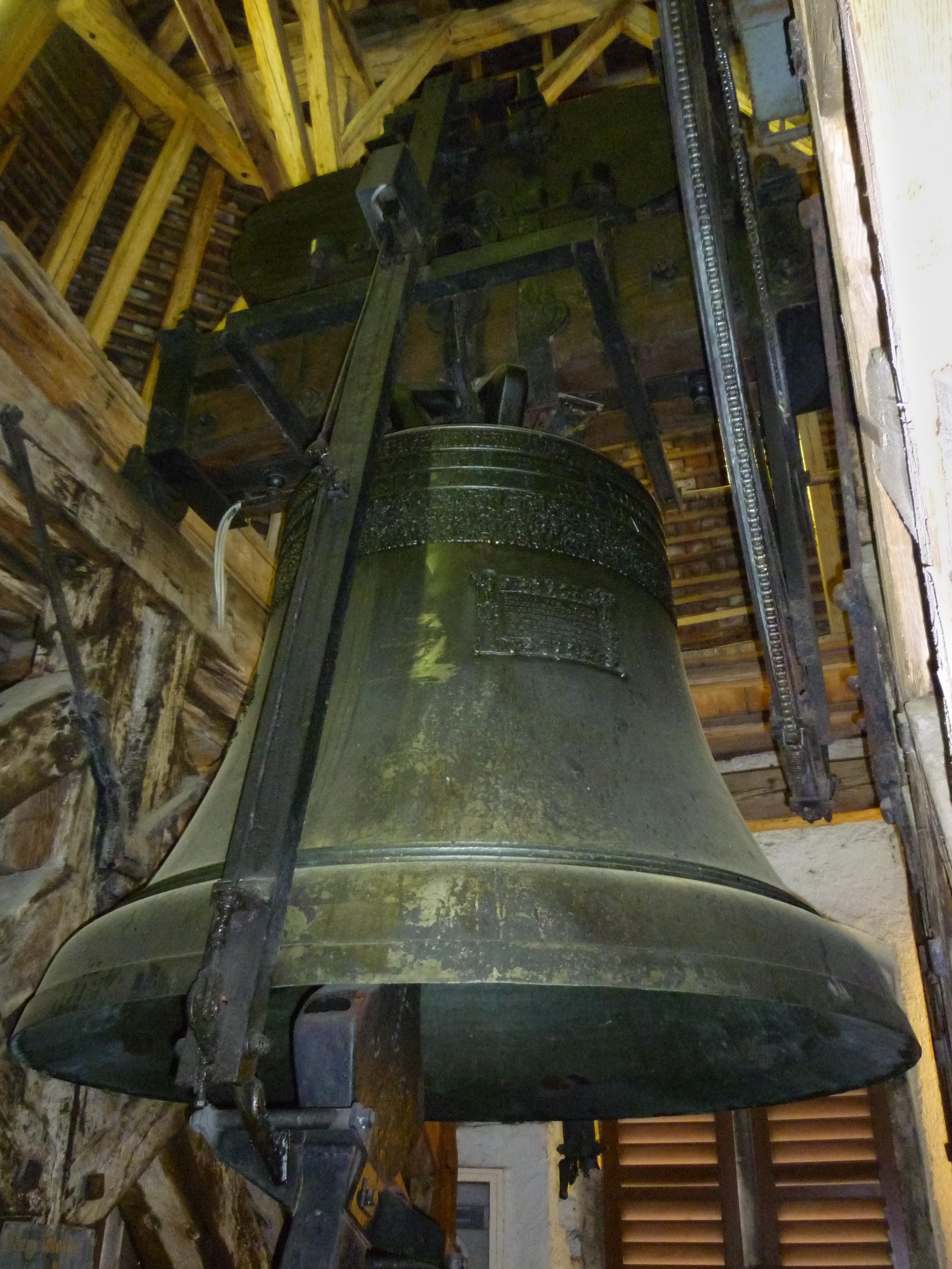
Schloßberg-Liesl im Glockenturm

Der 34 Meter hohe, achteckige Glockenturm wurde 1588 im Auftrag von Erzherzog Karl II. erbaut. In seinem Inneren befindet sich die drittgrößte Glocke der Steiermark, die 1587 in Graz von Martin „Mert“ Hilger (1538–1601) gegossene „Liesl“ (von Elisabeth). Sie hat einen Durchmesser von 197 cm und wiegt 4633 kg. Die Glocke wird täglich um 7, 12 und 19 Uhr mit 101 Schlägen geläutet. Sie ist auf den Hauptschlagton gis0 gestimmt. Als Grund für diesen Brauch wird berichtet, dass die Glocke aus 101 geborgenen Kanonenkugeln der Türken gegossen worden sei. Diese Überlieferung entspricht vermutlich nicht der Realität, denn die „Liesl“ besteht wie die meisten Glocken aus Bronze, Kanonenkugeln aber nicht. Jedenfalls wurde Material aus dem Zeughaus für den Glockenguss bereitgestellt. Im Jahre 1809 blieb der Glockenturm durch Interventionen der Grazer Bürger von der Sprengung durch die Franzosen verschont. Unter dem Glockenturm befindet sich ein Verlies, bekannt unter dem Namen „Bassgeige“.
Am 21. September 1921 wurde in einem kleinen Gemache des zweiten Stockwerks das Schloßbergmuseum eröffnet, das bis in die 1990er Jahre Bestand hatte.

### Die Thomaskapelle

Grundmauern der Thomaskapelle

Bis 1810 stand neben dem Glockenturm die dem Apostel Thomas geweihte Burgkapelle. Es handelte sich um einen romanischen Rundbau, der vermutlich im 12. Jahrhundert errichtet worden war. Von den Sprengungen der Franzosen wurde das Bauwerk verschont, es wurde aber seines kupfernen Daches beraubt. Bedingt durch Witterungseinflüsse verfiel die Kapelle und wurde schließlich teilweise abgetragen. Heute sind nur mehr die Fundamente sichtbar und über einen Stahlsteg neben dem Glockenturm einzusehen. Unmittelbar verwandt mit St. Thomas ist die Kapelle der Kaiserpfalz in Goslar. Die romanischen Löwen vom Kapelleneingang stehen in der Landesberufschule Hatzendorf, Kopien im Landesmuseum Joanneum. Auch Teile der Fresken sind in ein Schloss übertragen worden (die Bürger „bedienten“ sich).

### Kanonenhütte
Die Kanonenhütte wurde ab 1544 wie auch die restliche Festung nach Plänen von Domenico dell’Allio errichtet. Sie diente zunächst der Verteidigung, später als Staatsgefängnis und Standort der Feuermeldung. Gemeinsam mit den restlichen Anlagen fiel sie der Schleifung durch die Franzosen zum Opfer. 1978/79 wurde sie mit Spenden der Handelskammer Steiermark zur Feier des 850-Jahre-Jubiläums der Stadt Graz wieder aufgebaut. Bis 1797 waren in der Kanonenhütte die „Vier Evangelisten“, vier Kanonen zur Warnung der Bevölkerung vor Feindannäherung und bei Bränden, stationiert. Diese wurden 1809 von den Franzosen als Beute abtransportiert. Heute sind stattdessen zwei kleinere und zwei größere, in Paris gegossene Kanonen ausgestellt. Im Glockenstuhl hängt eine Alarmglocke (datiert 1796). In dem zur Stallbastei gehörenden Gebäude befand sich von 1981/82 bis 2012 das Garnisonsmuseum Graz. Seit September 2020 befindet sich in den Räumen der Kanonenbastei das neue Schloßbergmuseum.

### Schloßberg-Museum
Eine Grazerin hat mit ihrem Tod einen großen Geldbetrag der Stadt Graz zur Verschönerung des Schloßberges vermacht. Die Stadt hat einen Wettbewerb für den (Um-)Bau eines Schloßbergmuseums ausgelobt. studio WG3, bestehend aus den Architekten Erjavec, Gumhalter, Reschreiter und Ries gewannen den Bewerb, erhielten den Auftrag für Planung und Bau und erhielten dafür im Juni 2021 den Architekturpreis des Landes Steiermark.
Der Freibereich mit Erlebnisstationen und dem Aussichtsbalkon – alle ohne Eintrittsgeld – stand während der Lockdowns der Covid-Pandemie mitunter rund um die Uhr offen. Anstelle des Kiosks für Andenkenverkauf wurde bis 2020 ein Empfangsgebäude errichtet, daneben auch eine Toilettenanlage.

### Die Stallbastei

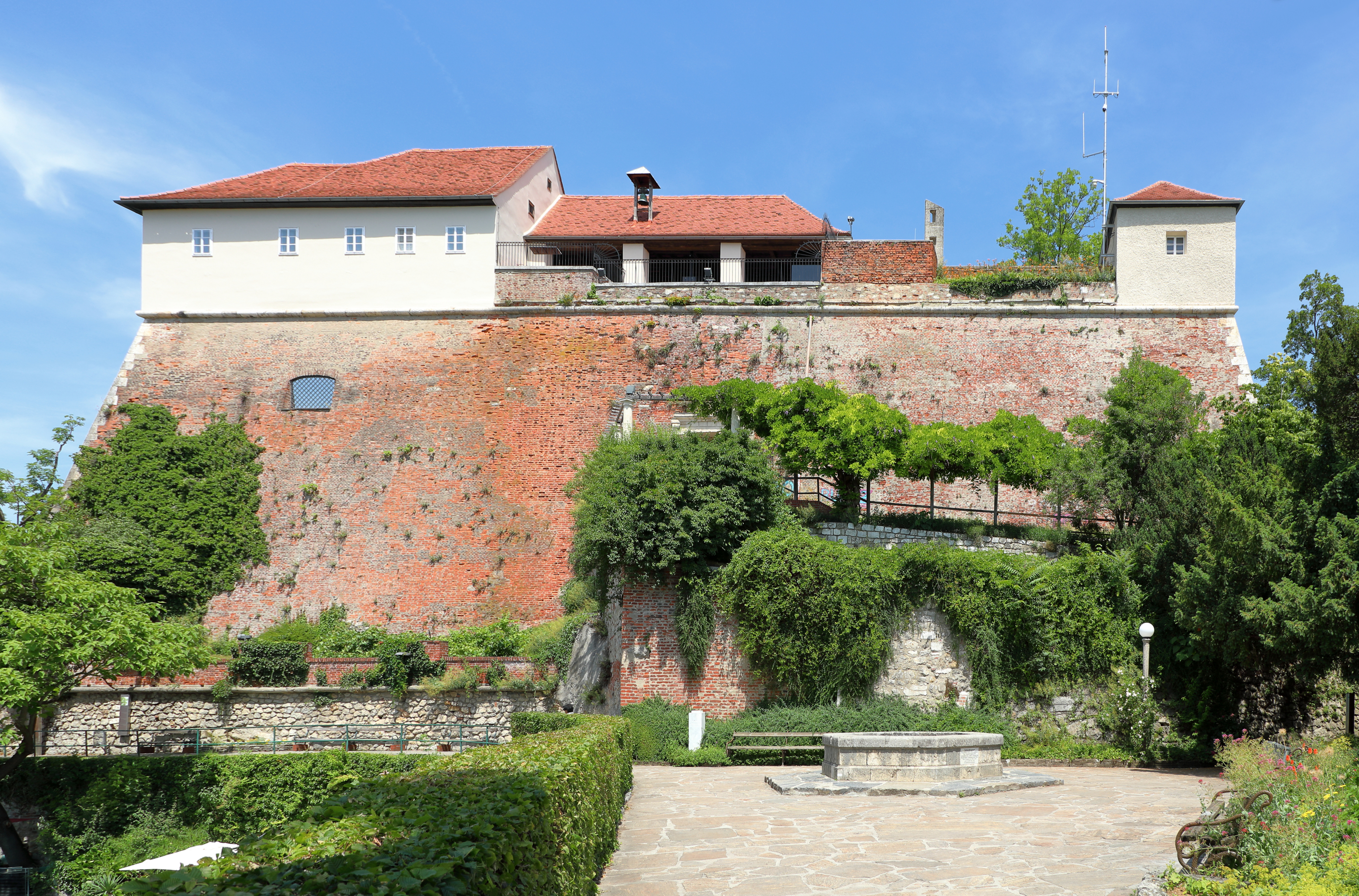
Stallbastei mit Kanonenhütte

Der Bau dieser gewaltigen Bastei mit über 20 Meter hohen und bis zu sechs Meter starken Stützmauern begann 1544 und ersetzte ein an derselben Stelle stehendes Vorwerk der mittelalterlichen Burg. Auf ihr standen Stallungen, die der Bastei ihren Namen gaben. Die hölzernen Türflügel an der Südseite stammen aus dem 19. Jahrhundert. Das vorgeblendete „Ägyptische Tor“ wurde von Bonaventura Hödl um 1820 errichtet, die Pergola um 1900. In der östlichen Basteiecke findet sich der einzige erhaltene Festungswachturm, der sogenannte Luntenturm. In die stadtseitige Ziegelmauer der Stallbastei ist die Urne des Dichters Rudolf Hans Bartsch eingemauert; eine kleine Gedenktafel erinnert daran. Am 12. September 2020 wurde das neue Schloßbergmuseum eröffnet, untergebracht im ehemaligen Garnisonsmuseum, erweitert um die Stallbastei. Etwa 2,8 Millionen Euro kostete die Sanierung und Gestaltung der Anlagen.

### Der Chinesische Pavillon und der Bischofsstuhl

Bischofsstuhl
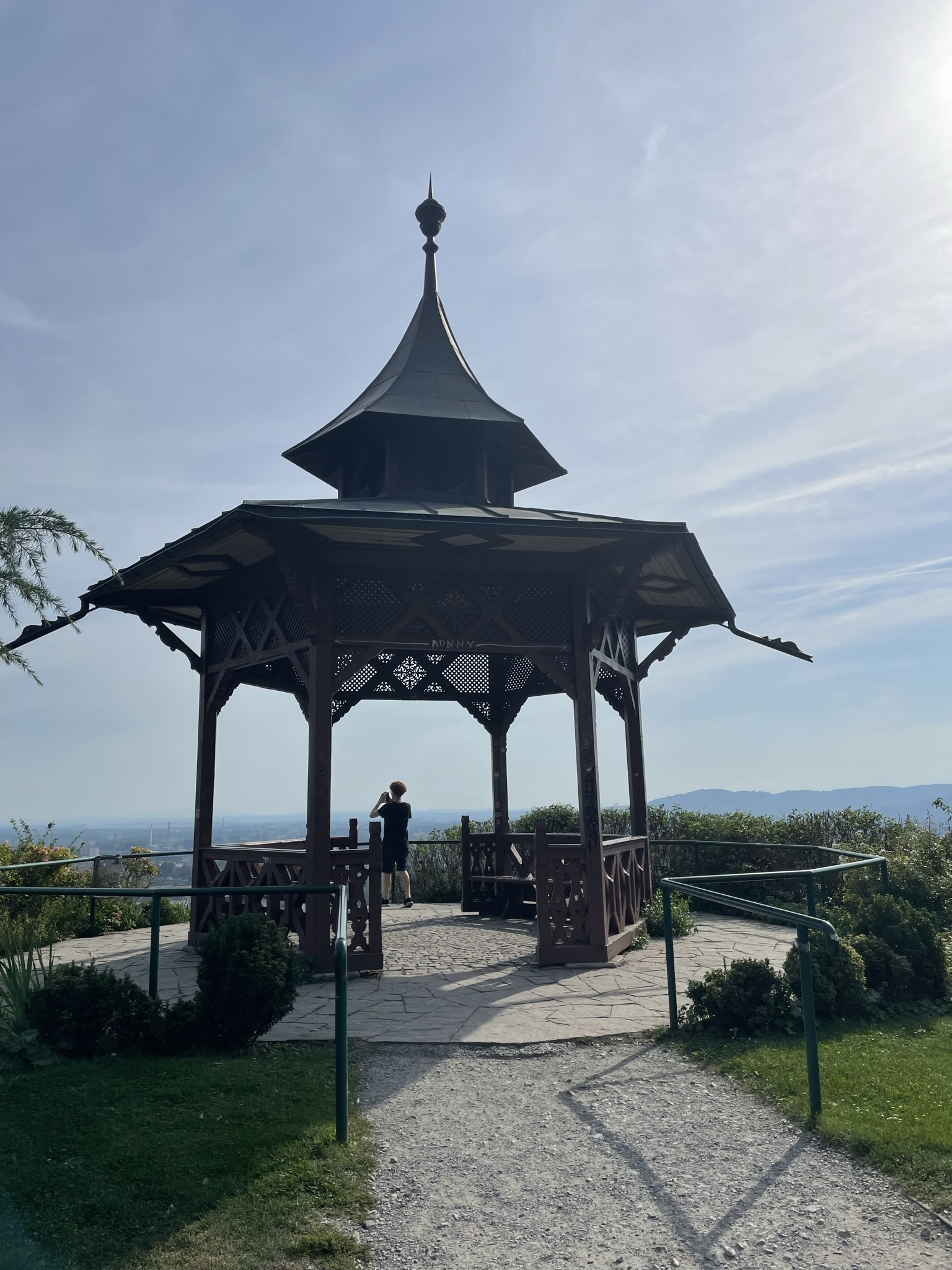
Chinesischer Pavillon

Der Chinesische Pavillon wurde um 1890 errichtet und ersetzte eine ältere, romanische Weinlaube.
Als Bischofsstuhl wird die steinerne Bank mit verwitterten Schriftzeichen und gotischem Blendmaßwerk auf der Rückseite bezeichnet. Sie ist ein Fundstück aus der spätgotischen Epoche der Burg auf dem Schloßberg. Der Legende nach verstarb hier 1796 bei einer Rast der nach 40-jähriger Haft aus den Kerkern des Schloßberges entlassene Bischof Graf Nádasdy.

### Der Türkenbrunnen

Türkenbrunnen

Der 94 m tiefe Brunnen wurde 1553 von den steirischen Landständen in Auftrag gegeben und 1554–1558 erbaut. Er reicht bis zum Grundwasser der Mur um die Festung auch bei längerer Belagerung ausreichend mit Wasser versorgen zu können. Der Bauplan stammt vom italienischen Baumeister Domenico dell’Allio. Erbaut wurde der Brunnen unter dem Namen „Tiefen Brunnen“. Seinen heutigen Namen „Türkenbrunnen“ erhielt er erst im 19. Jahrhundert, da damals eine Legende kursierte die besagte, dass der Brunnen zwischen 1554 und 1556 von ‚türkischen‘ Kriegsgefangenen gegraben wurde. Heute weiß man aber, dass es hauptsächlich Martolosen und andere Strafgefangene waren. Ab 1555 wurden diese durch Tagelöhner ersetzt, welche durch Bergarbeiter unterstützt wurden. Seine eigentliche Funktion als Wasserversorgung für den Notfall übte der Brunnen erst 1809 während der Belagerung durch napoleonische Truppen aus. Im gleichen Jahr wurde der Brunnenkranz von den Franzosen gesprengt und mit weiterem Schutt von anderen Sprengungen gefüllt und wurde so unbenutzbar. 1820 kaufte der Rechtsanwalt Josef Hödl das Land auf dem der Türkenbrunnen steht. Hödl sammelte 6500 Gulden von grazer Bürgern um den Brunnen wieder freizulegen. Er soll auch das Holzgebäude über dem Brunnen errichtet haben. 1839 musste die Familie das Land wieder verkaufen. 1885 wurde der Schloßberg als ganzes von der Stadt Graz gekauft. Das mittlerweile baufällige Holzhaus über dem Brunnen wurde 1934 wieder abgerissen.
Um 2005/2010 wurde der Schacht mit tief abgehängten Strahlern bis zum Grund beleuchtet, ein Gitter erlaubt die Sicht ganz nach unten und die auf einer Wandstufe liegenden Münzen.

### Das Starcke-Häuschen
Im Jahr 1575 errichtete der Festungsbaumeister Dionisio Tadei am Fuße der Stallbastei einen Pulverturm, der 1809 von den Franzosen zerstört wurde. Auf dessen Ruinen erbaute Bonaventura Hödl 1820 ein Winzerhaus mit neugotischem Krabbenturm und pflanzte auf den darunter liegenden Terrassen Wein. Seit der Jahrhundertwende bewohnte der Dresdner Hofschauspieler Gustav Starcke (1848–1921) das Haus und verfasste hier einige Gedichte, die dem Schloßberg gewidmet sind. Heute befindet sich in dem Bau ein Restaurant, auf dessen Terrassen man den Ausblick über das westliche Graz genießen kann.

### Der Uhrturm

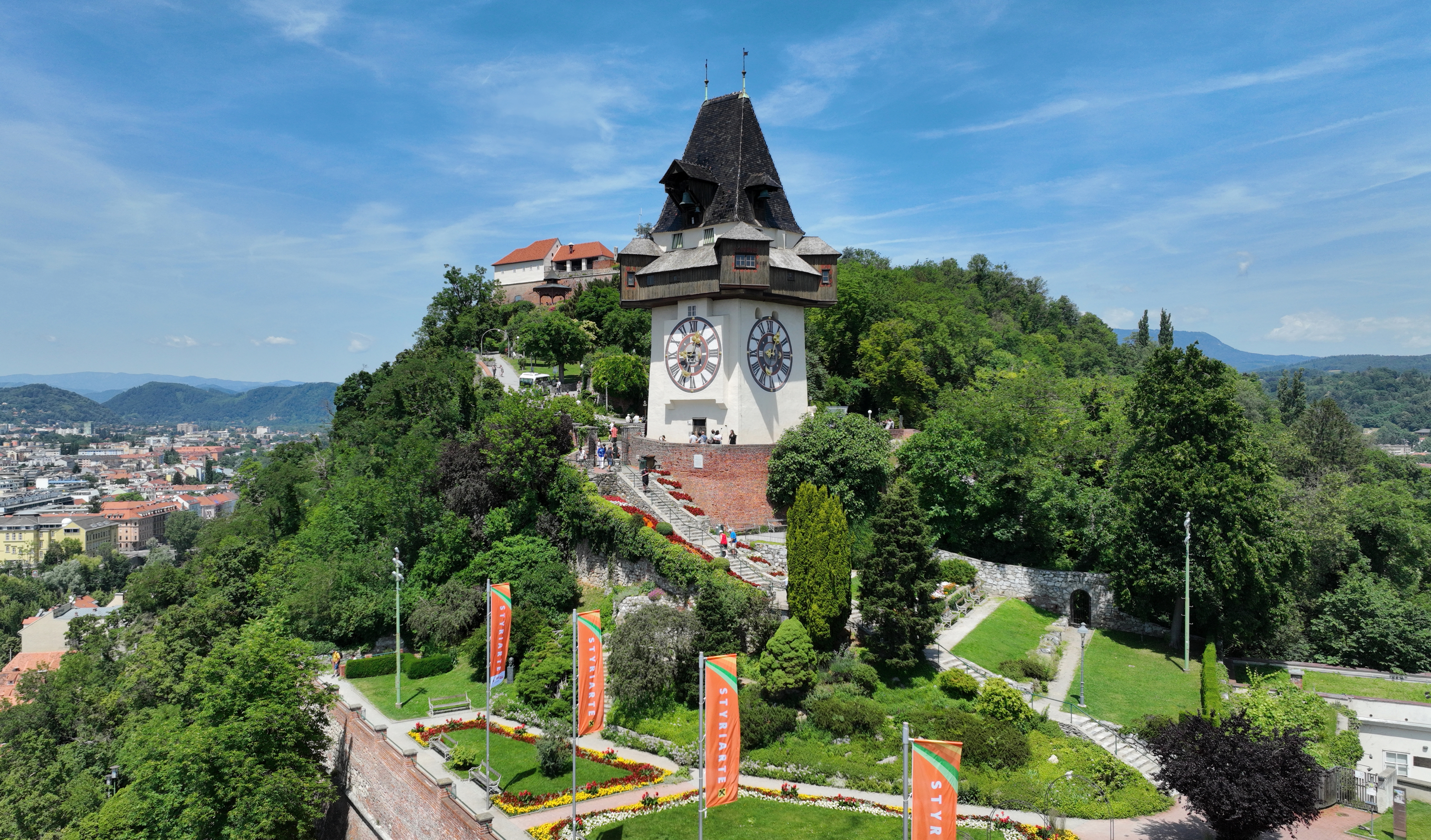
Der Uhrturm mit der Bürgerbastei im Vordergrund

Der Uhrturm ist das Wahrzeichen und eines der ältesten Gebäude der Stadt Graz. Der Turm wurde schon 1265 erwähnt und birgt in seinem Inneren drei Glocken: die Stundenglocke (älteste Glocke von Graz, 1382), die Armensünderglocke (ca. 1450) und die Feuerglocke (1645).

### Die Bürgerbastei

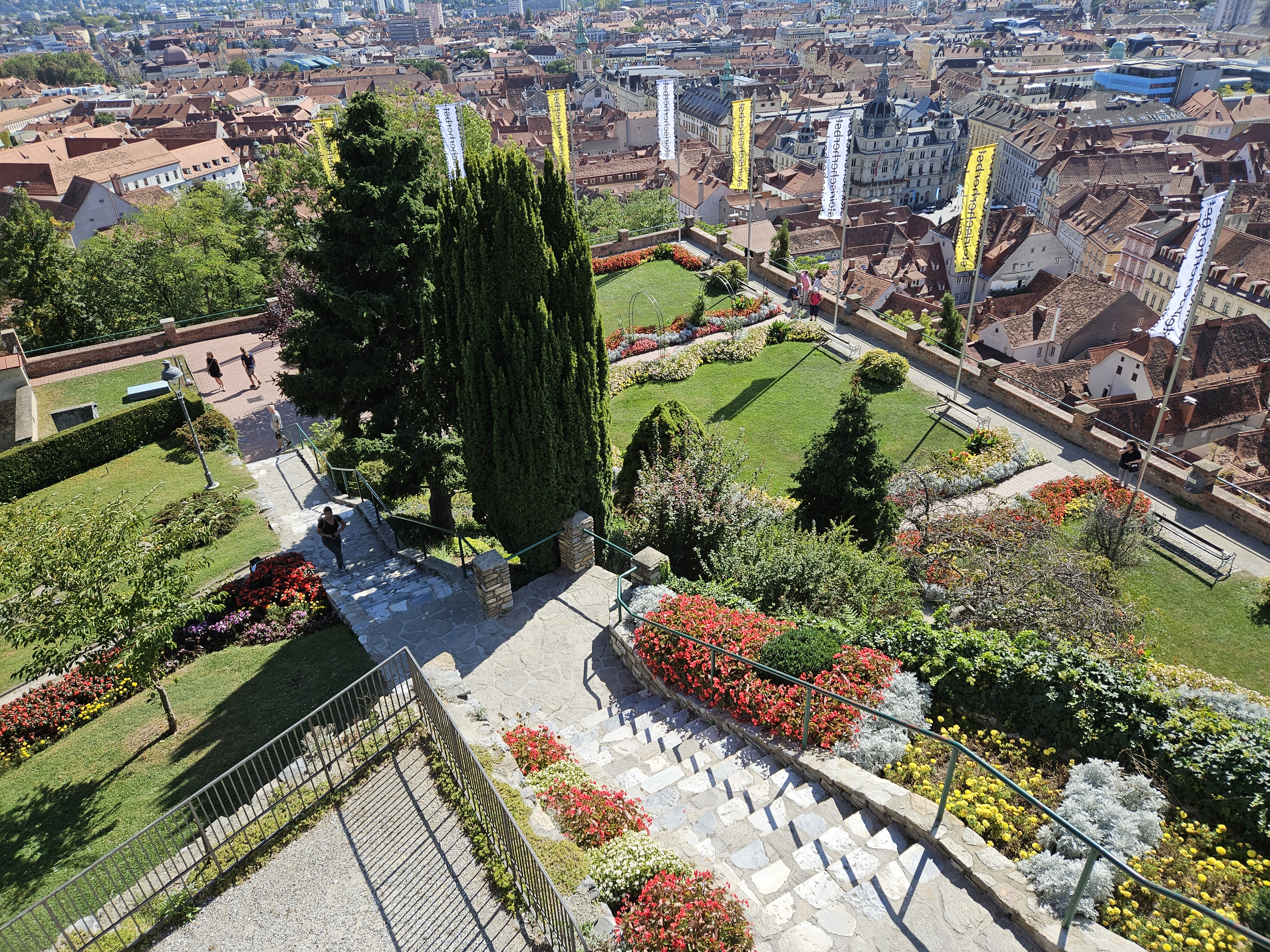
Die Bürgerbastei

Die heute noch gut erhaltene Bastei wurde 1551/1552 vom italienischen Festungsbaumeister Domenico dell’Allio errichtet, jedoch erst 1556 fertiggestellt. Ihren Namen erhielt sie, weil sie in Kriegszeiten wie der Uhrturm von Grazer Bürgern verteidigt werden musste, während die übrige Festung dem Landesfürsten unterstand. Sie wurde 1930 der Öffentlichkeit zugänglich gemacht und ist heute der blumenreichste Teil des Schloßberges.

### Das Cerrini-Schlössl
Karl Freiherr von Cerrini (1777–1840) verteidigte die exponierte Bürgerbastei im Jahr 1809 heldenhaft gegen die französischen Truppen. 1820 erhielt er als Dank für seine Verdienste die Erlaubnis, sich in die von den Franzosen nach dem Friedensschluss an der südöstlichen Basteiecke gesprengte Bresche unter dem Uhrturm ein Haus zu bauen. 1995–1997 wurde das Haus von der Stadt Graz renoviert. Heute ist es als Internationales Haus der Autoren Graz der Begegnung unterschiedlicher Kulturen gewidmet und offeriert drei Wohnungen (jeweils für ein Jahr im Titel: Grazer StadtschreiberIn, Writer in Exil, Kurzstipendien).

### Der Herbersteingarten
Am Südhang des Schloßberges wurde von jeher Wein angebaut. Besonders verdient um dessen Kultivierung hat sich die Grafenfamilie Herberstein gemacht, die von ihrem Palais in der Sackstraße einen (heute nicht mehr begehbaren) Felsensteig in den nach ihr benannten Weingarten auf dem Berg angelegt hatte. Im Jahr 1930 wurde der Herbersteingarten vom „Kriegssteig“ aus zugänglich gemacht, und somit wurden „die Hängenden Gärten von Graz“ dem Publikum erschlossen. Die Terrassenanlage mit ihrer mediterranen Bepflanzung zählt zu den schönsten Beispielen der Gartenarchitektur der Zwischenkriegszeit.

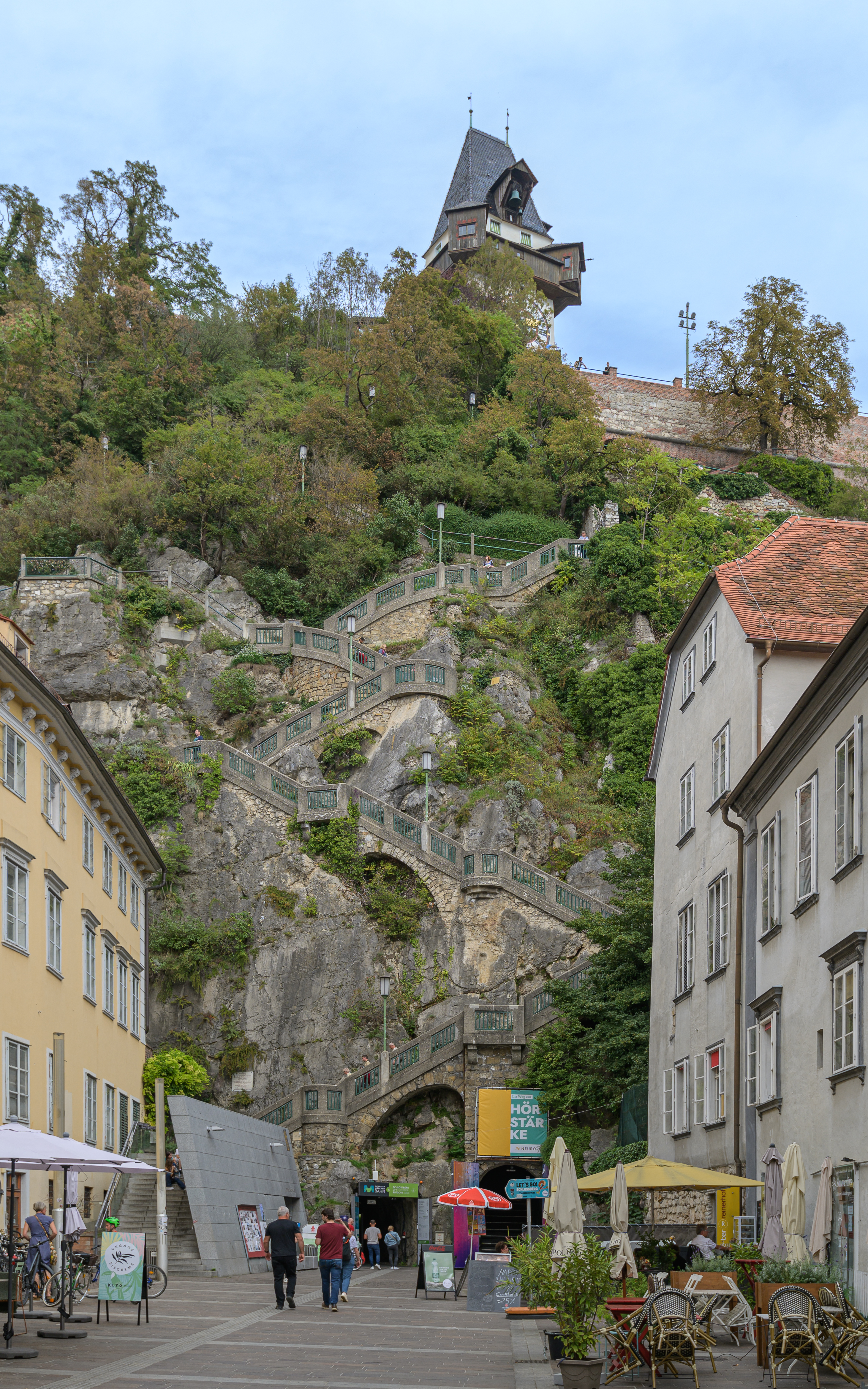
Kriegssteig

### Kriegssteig und Felsensteig
260 Stufen führen als Zick-Zack-Weg vom Schloßbergplatz den Felshang hinauf zum Uhrturm. Am Bau des Steigs von 1914 bis 1918 waren österreichische Pioniere und russische Gefangene beteiligt, weshalb ihm der Name „Russensteig“ gegeben wurde. Bekannter ist jedoch die Bezeichnung „Kriegssteig“, da die Stufen während des Ersten Weltkrieges angelegt worden waren.
Die Umbenennung des Kriegssteigs in Friedenssteig forderte schon 1984 die Friedensbewegung und 2003 (einstimmig) der Bezirksrat Innere Stadt, was amtlich abgelehnt wurde. Zuletzt beantragte die KPÖ 2008 im Gemeinderat diese Namensänderung. Der amtliche Stadtplan weist den Kriegssteig aus, populär ist daneben auch Friedenssteig.
Über ihn und die Terrasse des Herbersteingartens führt seit 2007 der Grazer Schloßberglauf über 421 Stufen und 80 m Höhenmeter zum Uhrturm. Die Steige, die auch steile asphaltierte Stücke aufweisen, werden an mehreren Toren für eine Wintersperre amtlich geschlossen.
Bereits 1913 bestand über die Liegenschaft Sackstraße 32 ein (seilgesicherter) Zugang zur felsigen Westflanke des Bergs. In den Jahren 1924–1928 wurde (aus Anlass der 800-Jahr-Feier der Stadt Graz) in ausgebauter Form dieser durch die westlichen Felsabhänge nordwärts auf halber Höhe entlangführende Steig als „Jubiläums-Felsensteig“ (heute offiziell kurz Felsensteig) fertiggestellt. Die schwierigen Bauarbeiten für die 280 Meter lange Anlage wurden unter anderem von Pionieren ausgeführt.
Vor der Gemeinderatswahl 2021 wird über Überlegungen berichtet, am Fels wenige Meter nördlich des Kriegssteigs einen Klettersteig einzurichten.

### Schloßbergauffahrt
Die Auffahrt ab Am Fuße des Schloßbergs/Karmeliterplatz ist durchschnittlich über 10 % steil, weist hinauf bis zum Uhrturm mehrere Gas-Straßenlampen auf, ist für das Befahren mit Fahrrädern und Kfz mit Ausnahmen für Liefern und Mitarbeiter am Berg gesperrt und wird seit etwa 2005 mit einer Kamera (nahe Schloßbergstollen) überwacht.
Historisch wurden vor mehr als 50 Jahren und bis vor etwa 26 Jahren am Schloßberg Bergsprints gefahren, um 2005 ein paarweise gestartetes Rennen unter Teilnahme zahlreicher Fahrradboten.
Am 3. Juni 2015 wurde das (ÖRV-)Rennen Schlossbergman erstmals gestartet, organisiert von Extremradsportler Jacob Zurl, Robert Hoiss sowie Eduard Hamedl. Das Berg-Einzelzeitfahren in mehreren Alters- und Leistungsklassen läuft von der Mitte des Karmeliterplatzes vorbei am Uhrturm bis kurz vor den Glockenturm Liesl (und damit fast bis auf das Schloßbergplateau) über 800 m Strecke mit drei Pflasterpassagen und 95 Höhenmetern bei durchschnittlich rund 12 % und maximal 21 % Steigung. Über 200 Starter werden in 30 Sekunden Abstand gestartet. Verbunden wird es mit einem Prolog zum Glocknerman.

## Denkmäler
Auf dem Schloßberg gibt es zahlreiche Denkmäler, so zum Beispiel das Major-Hackher-Denkmal (Hackher-Löwe). Die Bronzeplastik eines Löwen ehrt Major Franz Hackher, der 1809 mit „einer Handvoll Soldaten“ (17 Offiziere und 896 Soldaten) den Schloßberg gegen die anstürmenden Franzosen (etwa 3000 Soldaten) verteidigte. Da es kein Bild von Major Hackher gab, wurde ihm zu Ehren ein Löwe errichtet. Das Original von Otto Jarl entstand 1909, wurde aber 1943 im Zweiten Weltkrieg eingeschmolzen. 1965 stellte Wilhelm Gösser im Auftrag der Stadt Graz eine frei empfundene Replik her.
Ein weiteres Denkmal ist das zu Ehren des k. u. k. Infanterieregiments Nr. 27. Das aus Kunststein gestaltete Denkmal wurde anlässlich des 250. Gründungsjubiläums des Regiments errichtet und am 3. Juli 1932 von Landeshauptmann Anton Rintelen feierlich enthüllt. Es ist ein Werk von Wilhelm Gösser und stellt eine überlebensgroße Aktfigur eines Jünglings, in einer Hand ein Ährenbündel und in der anderen ein Schwert haltend, dar. Der Sockel trägt den Regimentswahlspruch Furchtlos und treu.
Denkmal „Kärntner Abwehrkampf“. Ein unter Denkmalschutz stehender Gedenkstein, der anlässlich der 60. Wiederkehr des Jahrestages der Kärntner Volksabstimmung auf Initiative des damaligen Obmannes der Kärntner Landsmannschaft in Graz, Josef Lauritsch, 1980 errichtet.

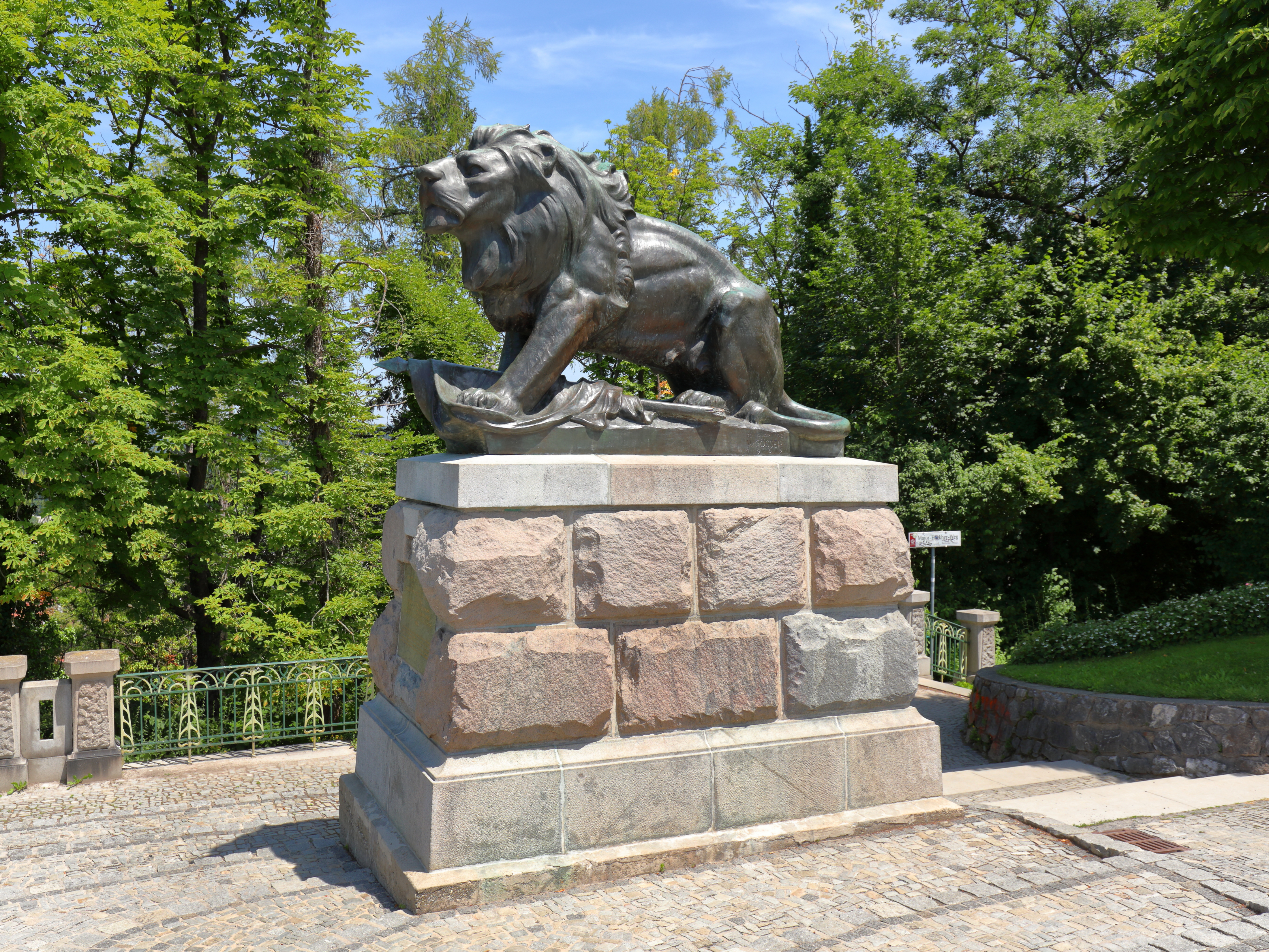
Major-Hackher-Denkmal (1966)
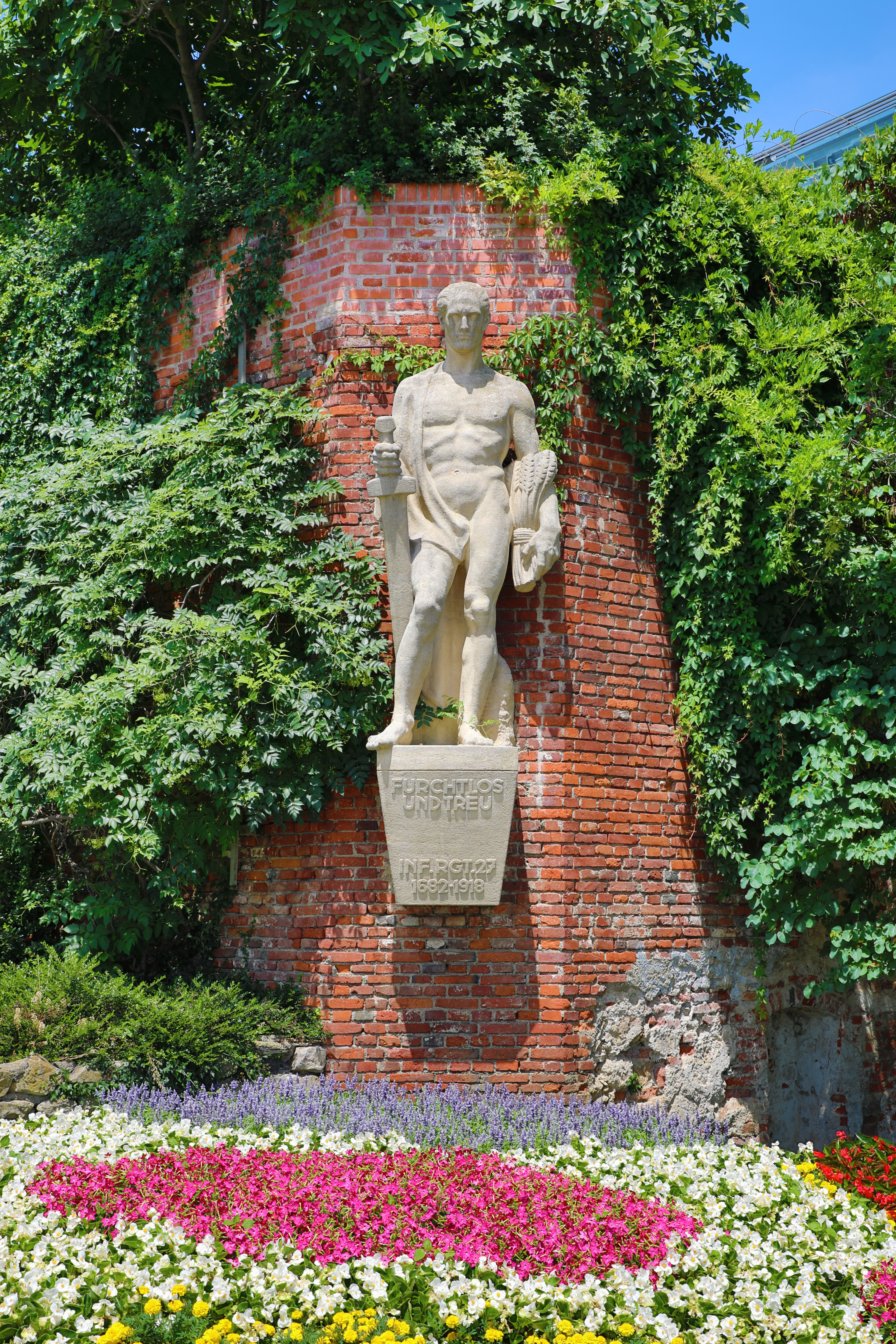
Denkmal zu Ehren des Infanterieregiments Nr. 27 (1932)
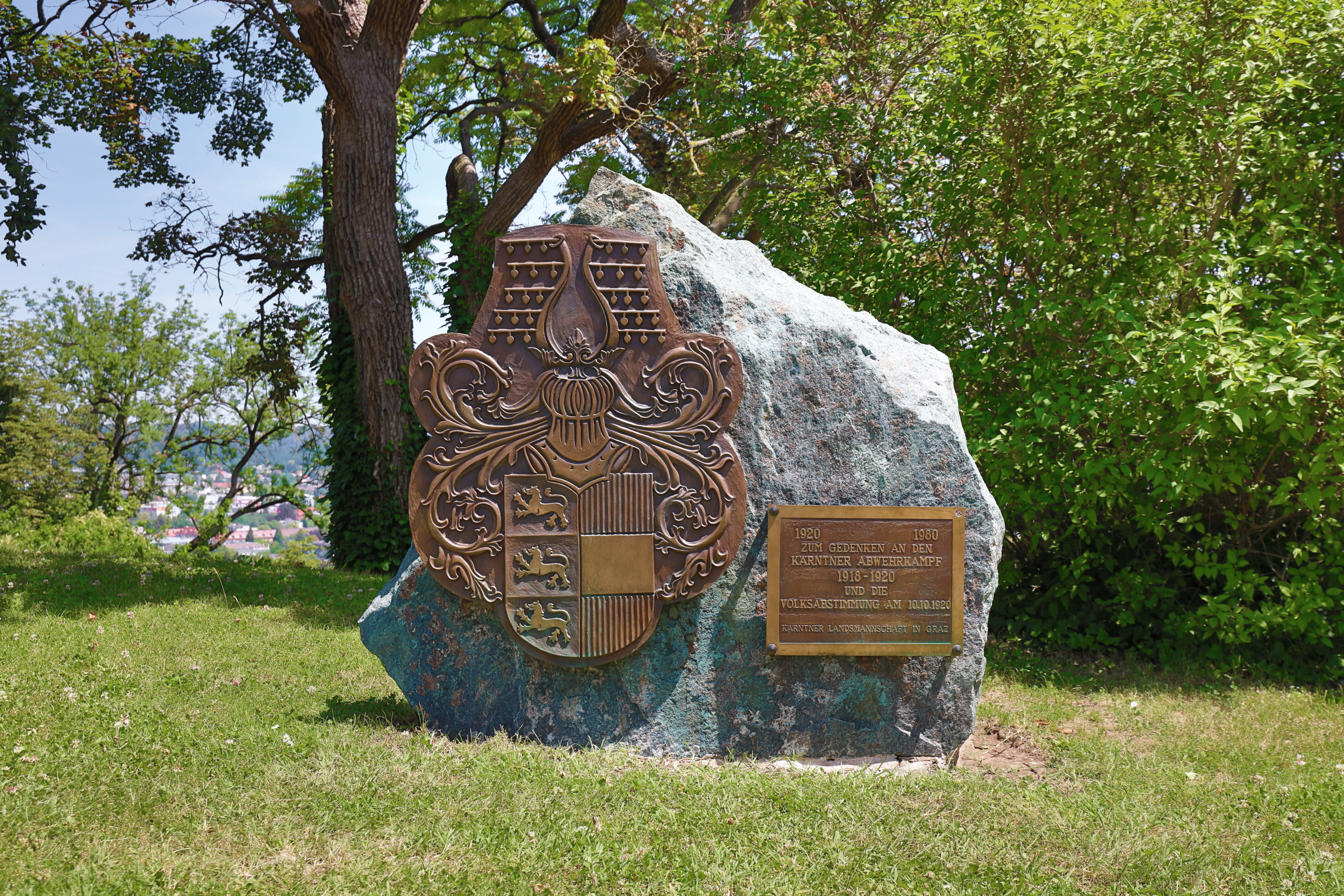
Denkmal „Kärntner Abwehrkampf“ (1980)
Denkmal für Städtefreundschaft

## Naturkundliches

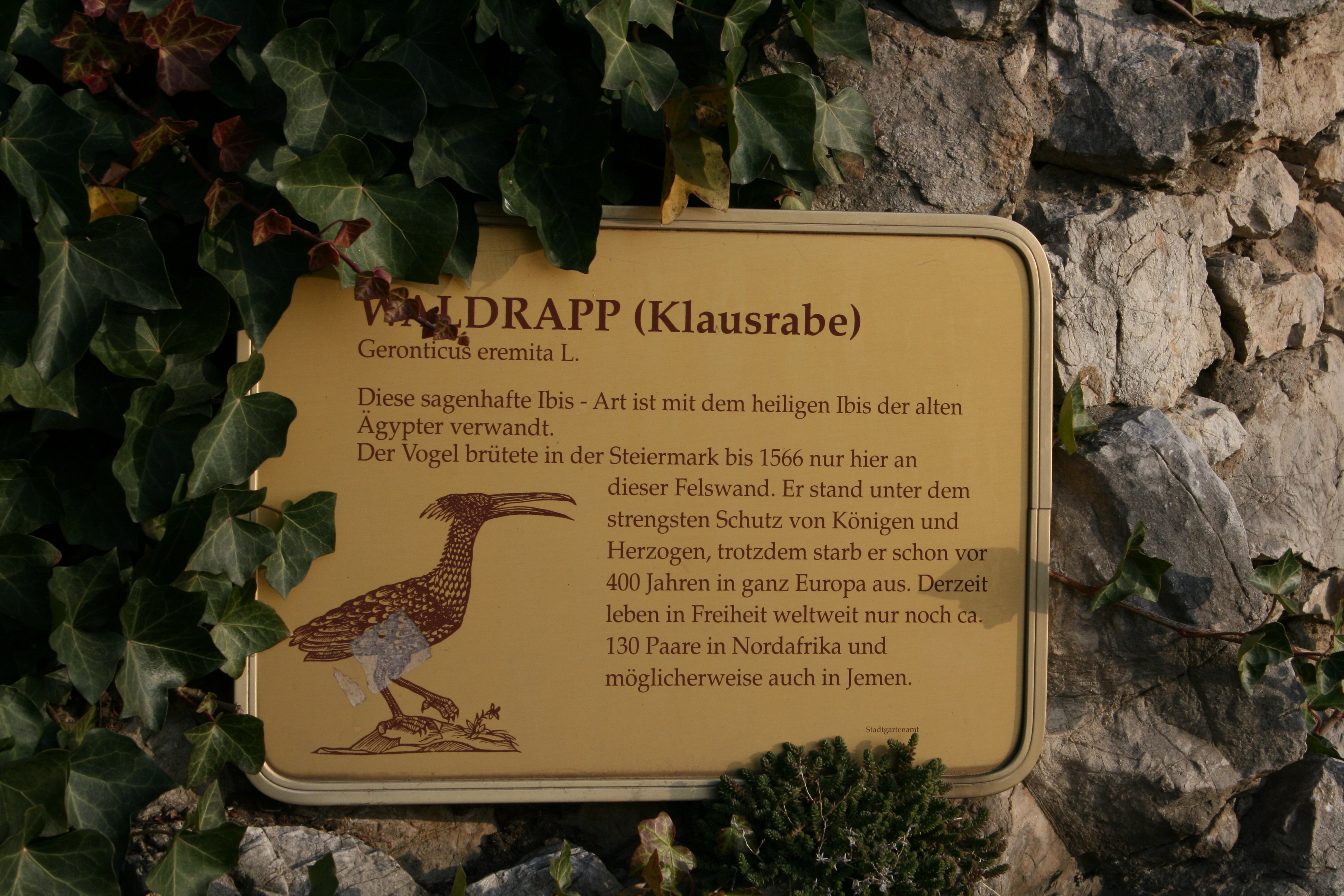
Waldrapp Infotafel

Den Schloßberg bedeckt vorwiegend ein artenreicher Laubmischwald aus Rotbuchen, Hainbuchen, Eschen, Ulmen und mehreren Ahornarten, denen an sonnigen Standorten auch eingeschleppte Arten wie Robinien und Götterbäume beigemischt sind. Die ungewöhnlich üppige Entwicklung des Efeus, der sich an zahlreichen Baumstämmen emporrankt, aber auch Felspartien besiedelt, verleiht den Schloßbergwäldern weithin einen naturnah-urwüchsigen Eindruck. Für die gärtnerisch gestalteten Partien des Schloßbergs seien die Dr.-Karl-Böhm-Allee mit ihren japanischen Zierkirschen und die nahegelegene Hainbuchenallee erwähnt, ferner ein Feigenbaum unter dem Uhrturm, prächtig blühende Ginsterbüsche an der Herbersteinbastei sowie ein imposanter Blauglockenbaum an der Kanonenbastei.
Es konnten etwa 50 Vogelarten, darunter ein Dutzend Brutvogelarten wie Waldkauz, Turmfalke und Halsbandschnäpper, beobachtet werden. Bis zum 16. Jahrhundert brütete der Waldrapp im Bereich des heutigen Schloßbergsteigs. Außerdem bewohnen unter anderem Dachse und vereinzelt auch Füchse den Grazer Schloßberg.

## Bildergalerie

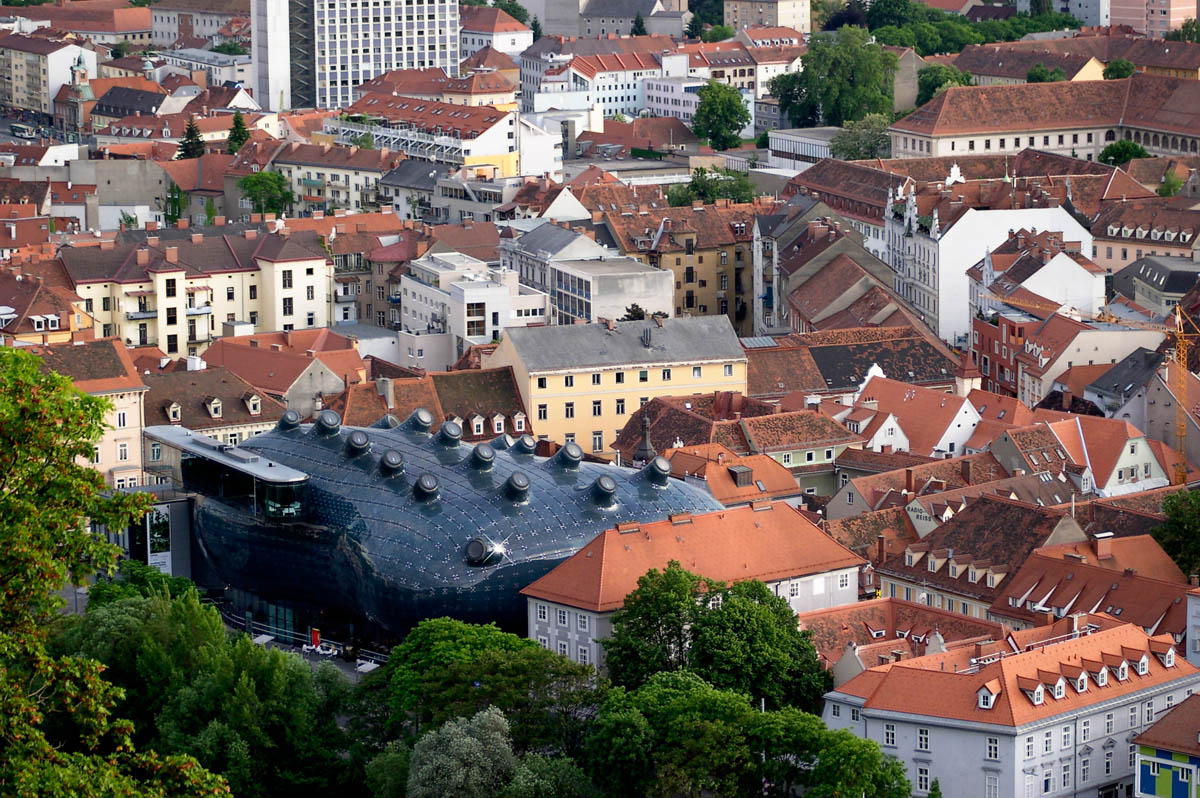
Grazer Kunsthaus, vom Schloßberg aus gesehen
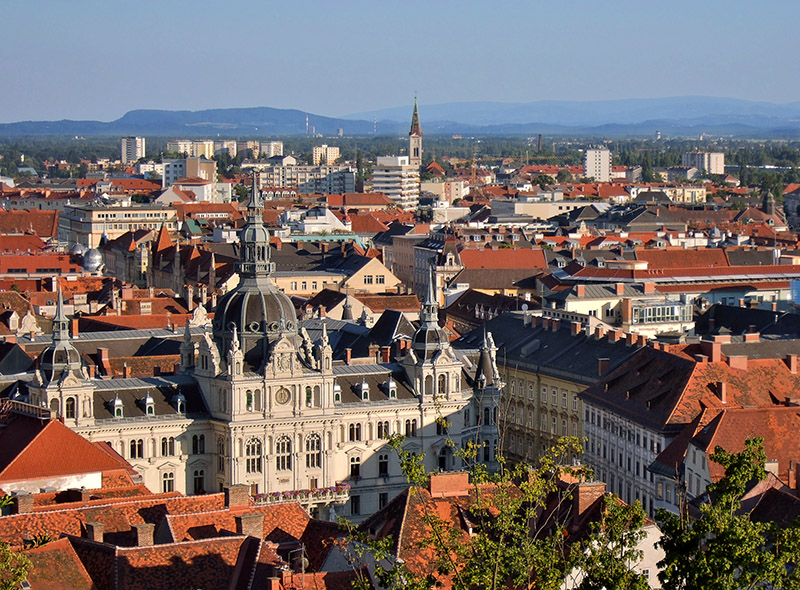
Rathaus, vom Schloßberg aus gesehen
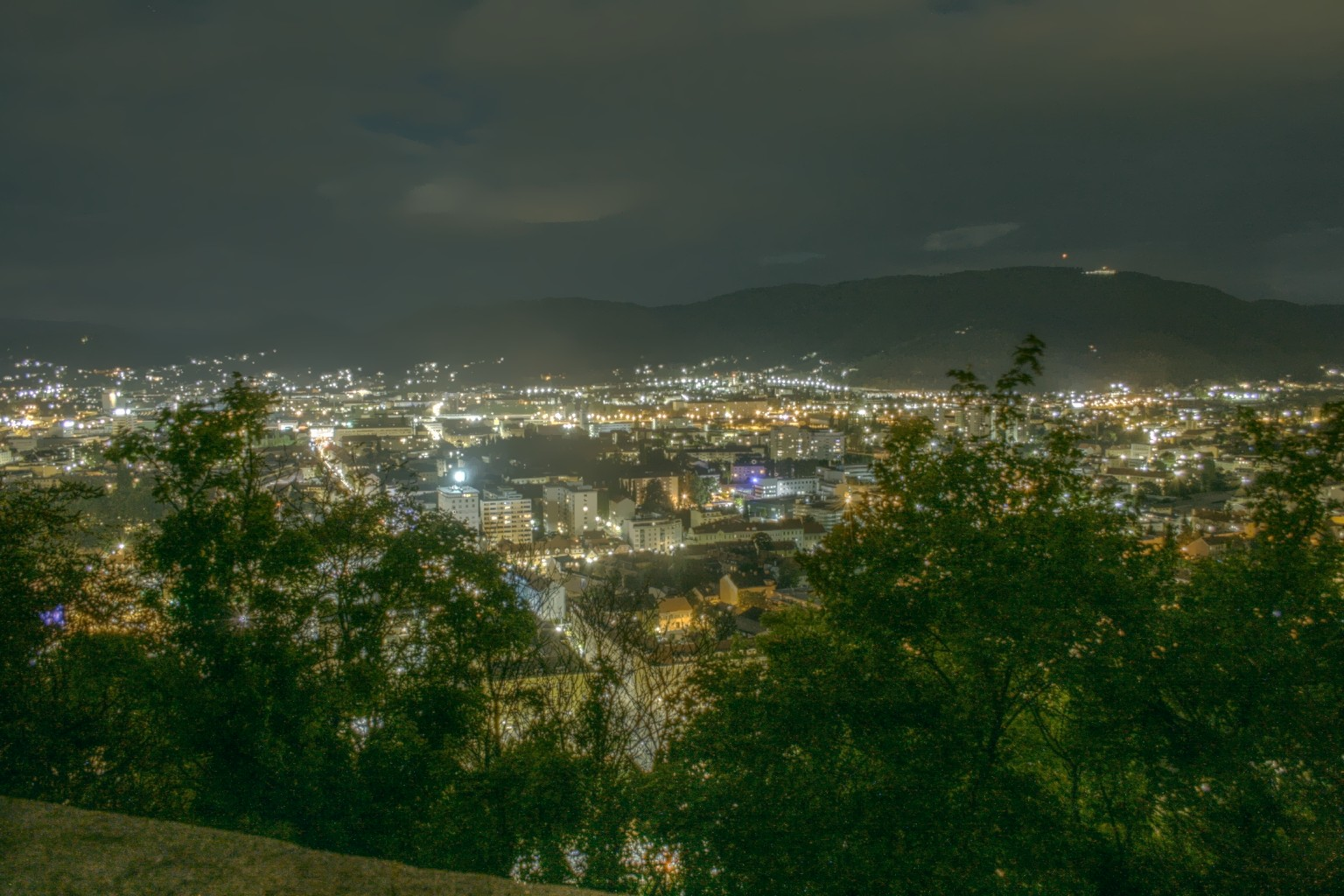
Ausblick nach Westen
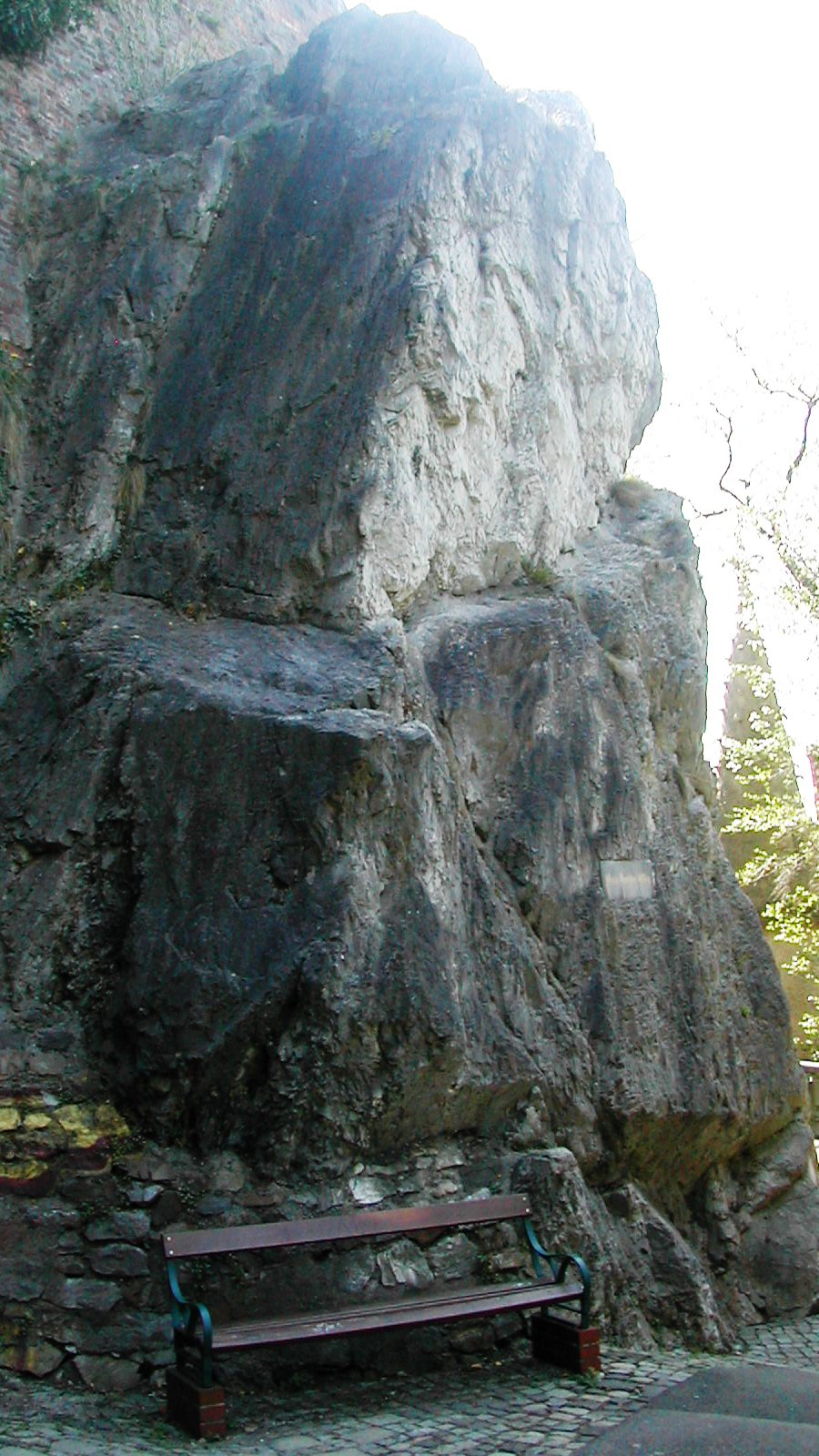
Ursprünglicher Felsgrund beim Starcke-Häuschen
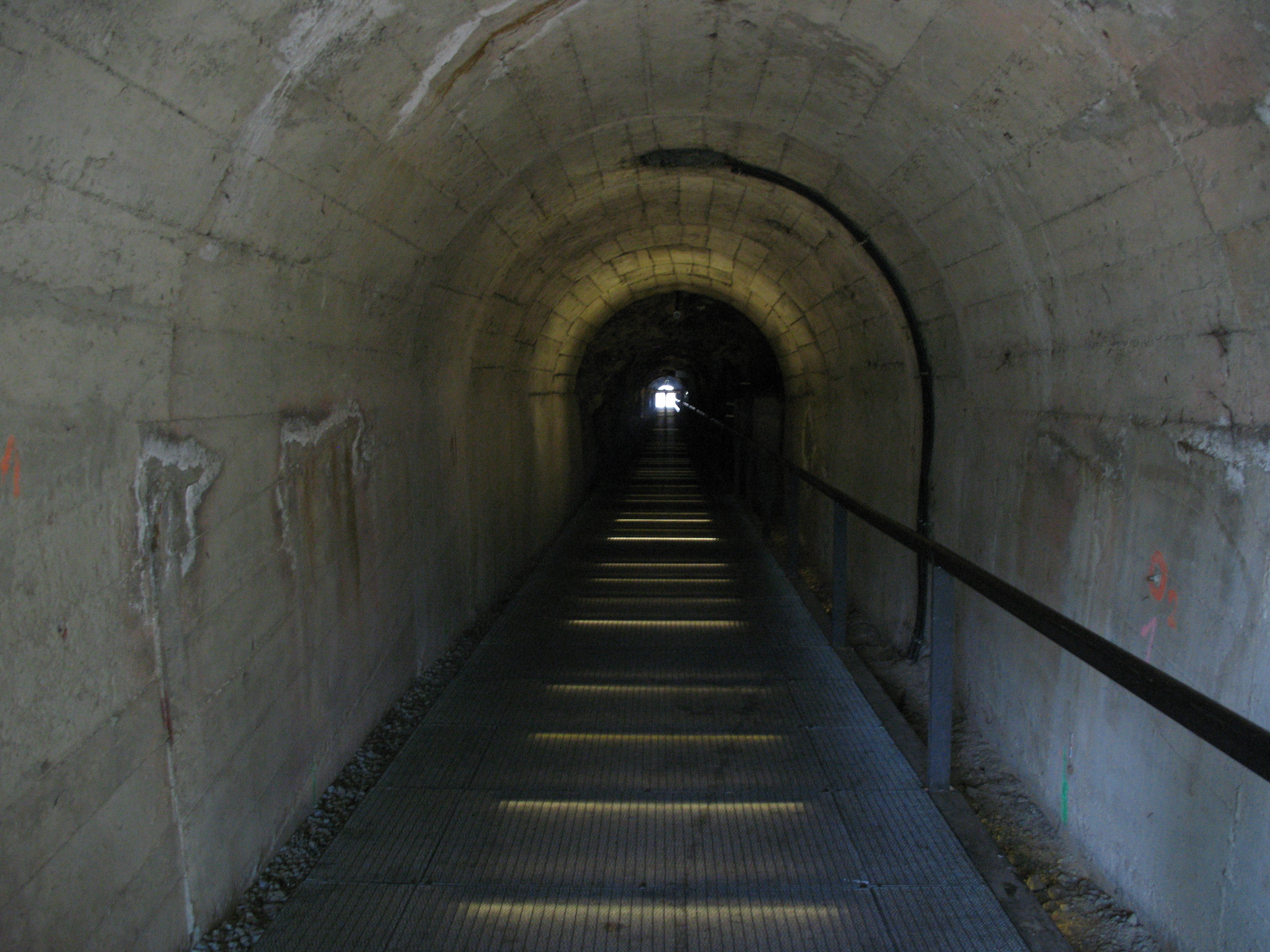
Gang durch den Schloßberg (zum Dom im Berg)